# Marmoutier (Bas-Rhin)
Pour les articles homonymes, voir Marmoutier.
Marmoutier (Maursmünster en allemand prononcé Màschminschter en alsacien) est une commune française située dans la circonscription administrative du Bas-Rhin et, depuis le 1er janvier 2021, dans le territoire de la Collectivité européenne d'Alsace, en région Grand Est.
Cette commune se trouve dans la région historique et culturelle d'Alsace.

## Géographie

### Localisation
Marmoutier est une ville au nord-ouest de l'Alsace, située entre Saverne et Wasselonne et à un peu plus de 30 kilomètres de Strasbourg.

### Sismicité
Commune située dans une zone 3 de sismicité modérée.

### Voies de communications et transports

#### Voies routières
- Autoroute A4, Échangeur no 5 Saverne, Échangeur no 4 Phalsbourg.
- D 668 vers Lochwiller[3].
- D 229 vers Dimbsthal.
- D1004 vers Otterswiller.

#### Transports en commun
- Transports en Alsace.
- Fluo Grand Est.

#### Lignes SNCF
Marmoutier était jadis doté d'une gare sur la ligne de chemin de fer Sélestat-Saverne, jusqu'à la fin du trafic voyageurs Molsheim - Saverne en 1969.

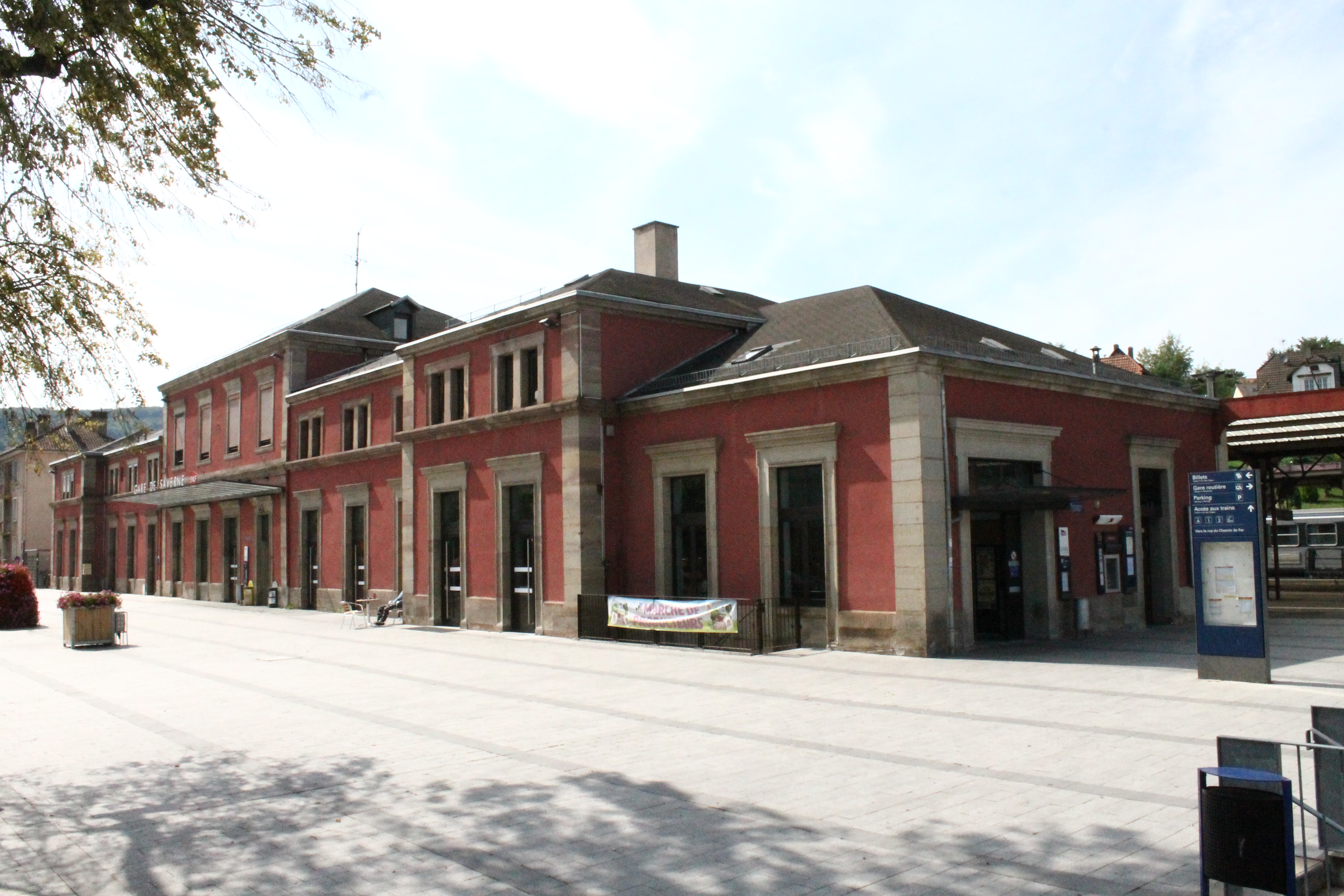
Gare de Saverne.

- Gare de Saverne,
- Gare de Zornhoff-Monswiller,
- Gare de Steinbourg,
- Gare de Dettwiller,
- Gare de Lutzelbourg.

### Communes limitrophes
| Gottenhouse Haegen               | Otterswiller | Schwenheim             |
| Thal-Marmoutier Reinhardsmunster | Marmoutier   | Lochwiller Reutenbourg |
| Hengwiller                       | Dimbsthal    | Singrist               |

### Écarts et lieux-dits
- Sindelsberg ;
- Biegen.

### Intercommunalité
Commune membre de la Communauté de communes du Pays de Saverne.

### Hydrographie
La commune est dans le bassin versant du Rhin au sein du bassin Rhin-Meuse.
Elle est drainée par la Mossel, le ruisseau le Kuhbach, le ruisseau le Langgraben et le ruisseau Winkelbach,,.
La Mossel, d'une longueur totale de 21,2 km, prend sa source dans la commune de Dabo et se jette  dans la Zorn à Dettwiller, après avoir traversé douze communes. 

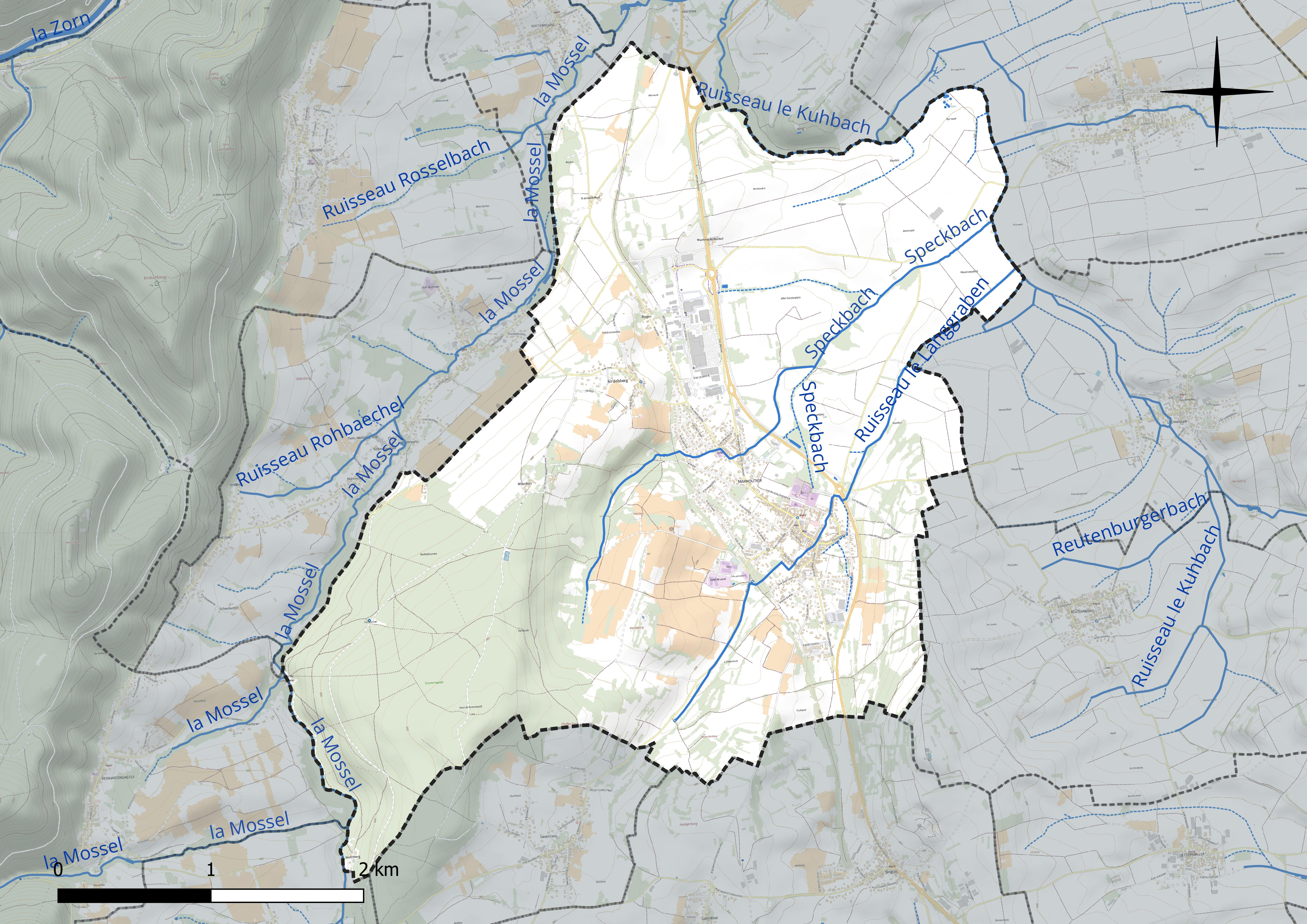
Réseau hydrographique de Marmoutier.

### Climat
Pour des articles plus généraux, voir Climat du Grand Est et Climat du Bas-Rhin.
En 2010, le climat de la commune est de type climat des marges montargnardes, selon une étude du Centre national de la recherche scientifique s'appuyant sur une série de données couvrant la période 1971-2000. En 2020, Météo-France publie une typologie des climats de la France métropolitaine dans laquelle la commune est exposée à un climat semi-continental et est dans la région climatique  Vosges, caractérisée par une pluviométrie très élevée (1 500 à 2 000 mm/an) en toutes saisons et un hiver rude (moins de 1 °C). 
Pour la période 1971-2000, la température annuelle moyenne est de 10,4 °C, avec une amplitude thermique annuelle de 17,4 °C. Le cumul annuel moyen de précipitations est de 807 mm, avec 10,8 jours de précipitations en janvier et 10,3 jours en juillet. Pour la période 1991-2020, la température moyenne annuelle observée sur la station météorologique de Météo-France la plus proche, « Wangenbourg_sapc », sur la commune de Wangenbourg-Engenthal à 9 km à vol d'oiseau, est de 9,9 °C et le cumul annuel moyen de précipitations est de 1 131,8 mm. 
La température maximale relevée sur cette station est de 36,4 °C, atteinte le 25 juillet 2019 ; la température minimale est de −16,9 °C, atteinte le 7 février 2012,,. 
Les paramètres climatiques de la commune ont été estimés pour le milieu du siècle (2041-2070) selon différents scénarios d'émission de gaz à effet de serre à partir des nouvelles projections climatiques de référence DRIAS-2020. Ils sont consultables sur un site dédié publié par Météo-France en novembre 2022.

## Urbanisme

### Typologie
Au 1er janvier 2024, Marmoutier est catégorisée bourg rural, selon la nouvelle grille communale de densité à sept niveaux définie par l'Insee en 2022.
Elle appartient à l'unité urbaine de Marmoutier, une unité urbaine monocommunale constituant une ville isolée,. Par ailleurs la commune fait partie de l'aire d'attraction de Strasbourg (partie française), dont elle est une commune de la couronne,. Cette aire, qui regroupe 268 communes, est catégorisée dans les aires de 700 000 habitants ou plus (hors Paris),.

### Occupation des sols
L'occupation des sols de la commune, telle qu'elle ressort de la base de données européenne d’occupation biophysique des sols Corine Land Cover (CLC), est marquée par l'importance des territoires agricoles (65,6 % en 2018), en diminution par rapport à 1990 (67,1 %). La répartition détaillée en 2018 est la suivante : zones agricoles hétérogènes (25,6 %), forêts (23,7 %), cultures permanentes (17,4 %), prairies (14,4 %), terres arables (8,1 %), zones urbanisées (7,5 %), zones industrielles ou commerciales et réseaux de communication (3,2 %). L'évolution de l’occupation des sols de la commune et de ses infrastructures peut être observée sur les différentes représentations cartographiques du territoire : la carte de Cassini (XVIIIe siècle), la carte d'état-major (1820-1866) et les cartes ou photos aériennes de l'IGN pour la période actuelle (1950 à aujourd'hui).

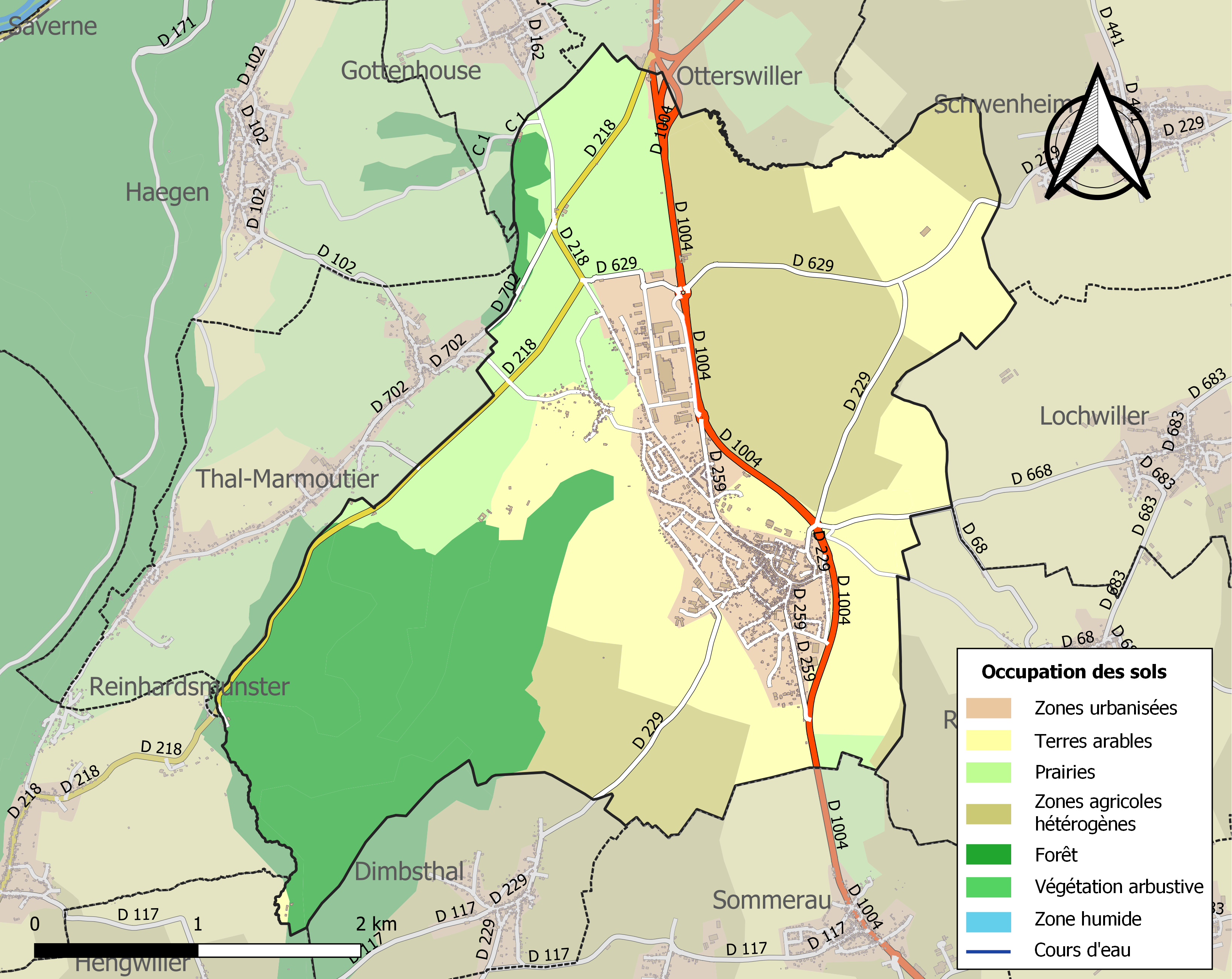
Carte des infrastructures et de l'occupation des sols de la commune en 2018 (CLC).

## Histoire
Les découvertes archéologiques indiquent une présence humaine depuis le néolithique.
La commune est aussi liée à l'ancien monastère de Marmoutier. Il fut fondé dès 589 par des moines irlandais notamment Léobard, disciple de saint Colomban de Luxeuil. Après plusieurs incendies notamment en 717, la reconstruction est entreprise en 724 sous la direction de l'abbé Maur qui lui donne son nom Mauri monasterium, le monastère de Mauri. Les habitants y sont appelés Maurimonastériennes et Maurimonastériens en référence à ce nom.
L'église abbatiale bénédictine du VIe siècle fut consacrée en 971 par Erchenbald, évêque de Strasbourg. C'est de cette dernière époque et du XIe siècle que date la magnifique façade que l'on peut encore admirer aujourd'hui.

## Toponymie
L'abbaye dont saint Maur, disciple de saint Benoit fut l'abbé après l'adoption de la règle benédictine, donna son nom à la localité qui se développa aux alentours: c'est le Mauri Monasterium du VIIIe siècle, qui, au fil des temps devint 'Marmoutier' (et 'Maursmünster', en allemand).
Une autre source indique qu'il s'agit de l'adaptation française de Mauersmünster, « monastère de Moro ». En outre, selon la linguiste Marie-Thérèse Morlet, le toponyme de Marmoutier se révèle être un nom composé des deux racines latines Majus et Monasteriolum, se traduisant littéralement par : « grand monastère ».
Màschmínschter en alsacien. Maursmünster en allemand.

## Économie

### Entreprises et commerces

#### Agriculture
- Élevage de chevaux et d'autres équidés.
- Élevage d'autres animaux.
- Exploitation forestière.

#### Tourisme
- Hébergements et restauration à Marmoutier, Dimbsthal, Schwenheim, Gottenhouse, Allenwiller.

#### Commerce
Il y a comme commerce le Leclerc, Lidl, action, Centrakor, Maxi zoo, cuisinella et Schneider.

### Budget et fiscalité 2021

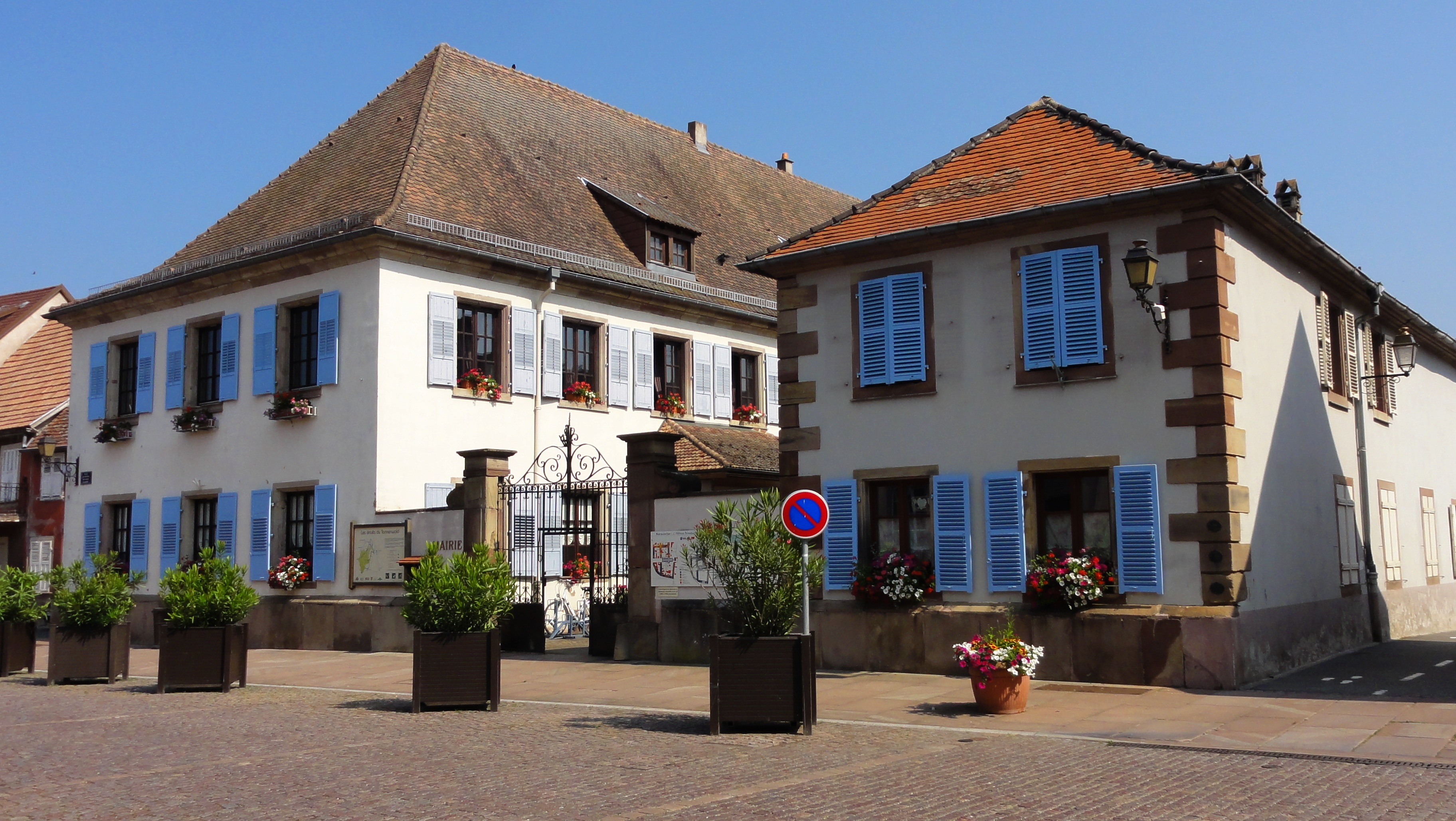
Mairie dans un bâtiment de l'ancienne abbaye (XVIIIe siècle), place du Général-de-Gaulle.

En 2021, le budget de la commune était constitué ainsi :
- total des produits de fonctionnement : 1 851 000 €, soit 669 € par habitant ;
- total des charges de fonctionnement : 1 673 000 €, soit 605 € par habitant ;
- total des ressources d'investissement : 843 000 €, soit 305 € par habitant ;
- total des emplois d'investissement : 1 155 000 €, soit 418 € par habitant ;
- endettement : 1 387 000 €, soit 502 € par habitant.

Avec les taux de fiscalité suivants :
- taxe d'habitation : 4,31 % ;
- taxe foncière sur les propriétés bâties : 23,99 % ;
- taxe foncière sur les propriétés non bâties : 62,62 % ;
- taxe additionnelle à la taxe foncière sur les propriétés non bâties : 0,00 % ;
- cotisation foncière des entreprises : 0,00 %.

Chiffres clés Revenus et pauvreté des ménages en 2020 : médiane en 2020 du revenu disponible, par unité de consommation : 22 160 €.

## Population et société

### Démographie

#### Évolution démographique
L'évolution du nombre d'habitants est connue à travers les recensements de la population effectués dans la commune depuis 1793. Pour les communes de moins de 10 000 habitants, une enquête de recensement portant sur toute la population est réalisée tous les cinq ans, les populations de référence des années intermédiaires étant quant à elles estimées par interpolation ou extrapolation. Pour la commune, le premier recensement exhaustif entrant dans le cadre du nouveau dispositif a été réalisé en 2007.

En 2022, la commune comptait 2 703 habitants, en évolution de −0,07 % par rapport à 2016 (Bas-Rhin : +3,17 %, France hors Mayotte : +2,11 %).
| 1793  | 1800  | 1806  | 1821  | 1831  | 1836  | 1841  | 1846  | 1851  |
| ----- | ----- | ----- | ----- | ----- | ----- | ----- | ----- | ----- |
| 1 829 | 1 990 | 2 225 | 2 138 | 2 735 | 2 743 | 2 555 | 2 739 | 2 489 |

| 1856  | 1861  | 1866  | 1871  | 1875  | 1880  | 1885  | 1890  | 1895  |
| ----- | ----- | ----- | ----- | ----- | ----- | ----- | ----- | ----- |
| 2 358 | 2 423 | 2 458 | 2 237 | 2 406 | 2 088 | 1 961 | 1 915 | 1 872 |

| 1900  | 1905  | 1910  | 1921  | 1926  | 1931  | 1936  | 1946  | 1954  |
| ----- | ----- | ----- | ----- | ----- | ----- | ----- | ----- | ----- |
| 1 848 | 1 779 | 1 781 | 1 781 | 1 786 | 1 787 | 1 732 | 1 704 | 1 650 |

| 1962  | 1968  | 1975  | 1982  | 1990  | 1999  | 2006  | 2007  | 2012  |
| ----- | ----- | ----- | ----- | ----- | ----- | ----- | ----- | ----- |
| 1 686 | 1 789 | 1 948 | 2 024 | 2 235 | 2 436 | 2 657 | 2 688 | 2 737 |

| 2017  | 2022  | - | - | - | - | - | - | - |
| ----- | ----- | - | - | - | - | - | - | - |
| 2 726 | 2 703 | - | - | - | - | - | - | - |

### Enseignement
Établissements d'enseignements :
- Écoles maternelles et primaires.
- Collèges à  Marmoutier, Saverne, Wasselonne.
- Lycées à Saverne, Phalsbourg.

### Santé
Professionnels et établissements de santé : 
- Médecins,
- Pharmacies à Marmoutier, Saverne, Wasselonne,
- Hôpitaux à Reutenbourg, Saverne, Phalsbourg, Mutzig.

### Cultes
- Culte catholique, Paroisse Terre et Eaux de Marmoutier[38], Diocèse de Strasbourg.

### Jumelages
- Sasbach-Obersasbach (Allemagne) depuis 1996.

## Lieux et monuments

### Patrimoine religieux
- Abbaye de Marmoutier[39],[40].
  - Église abbatiale Saint-Étienne[41].
  - Grandes orgues historiques André Silbermann de l'abbatiale de Marmoutier[42],[43],[44],[45].

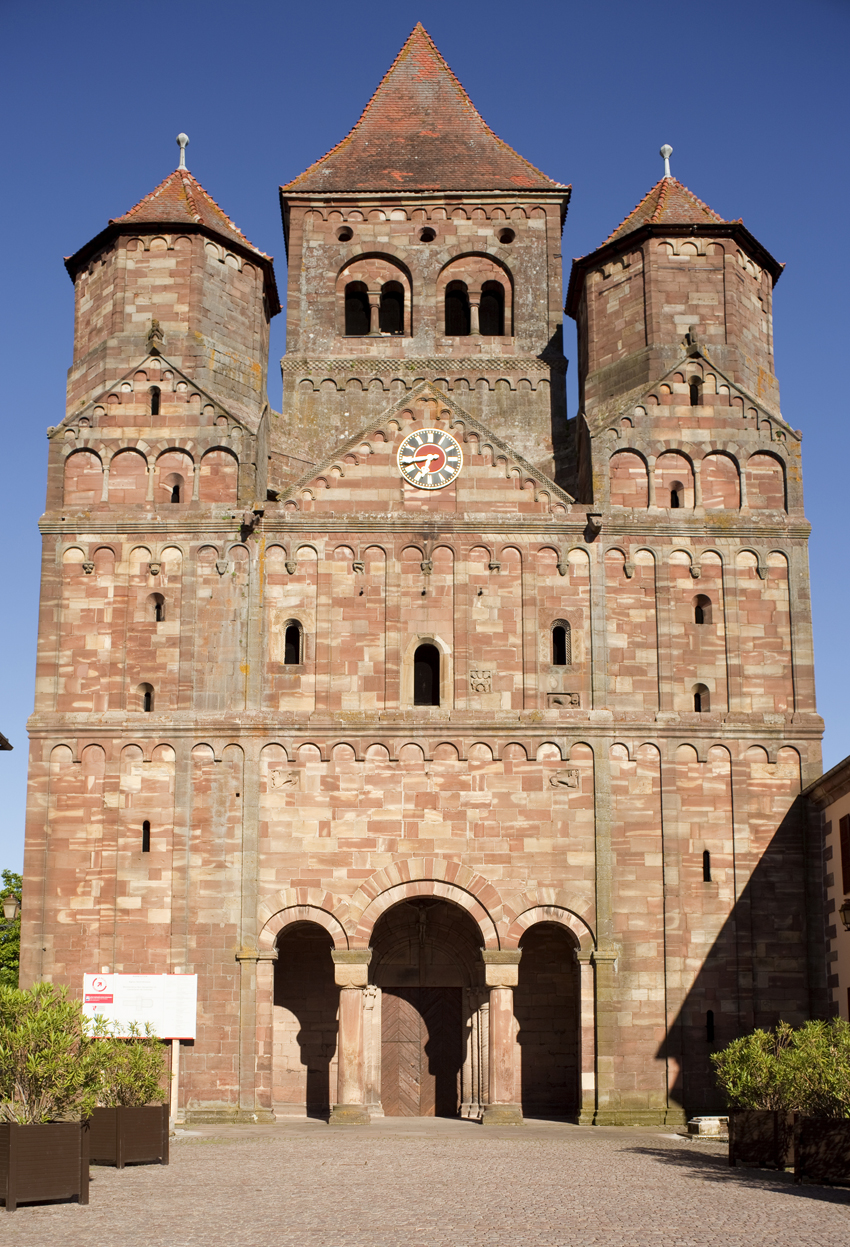
Massif occidental roman de l'église abbatiale.
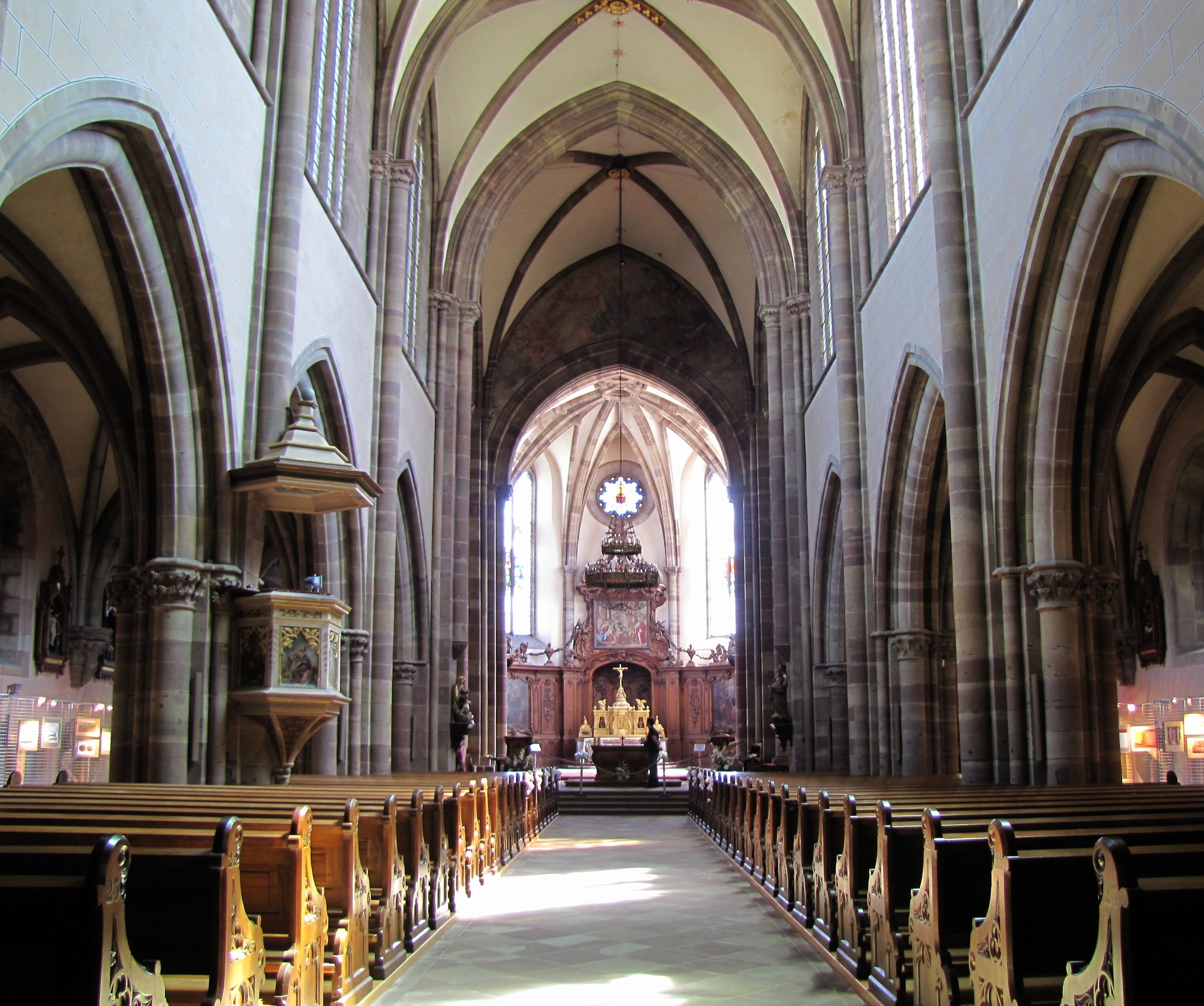
Vue intérieure de la nef vers le chœur.
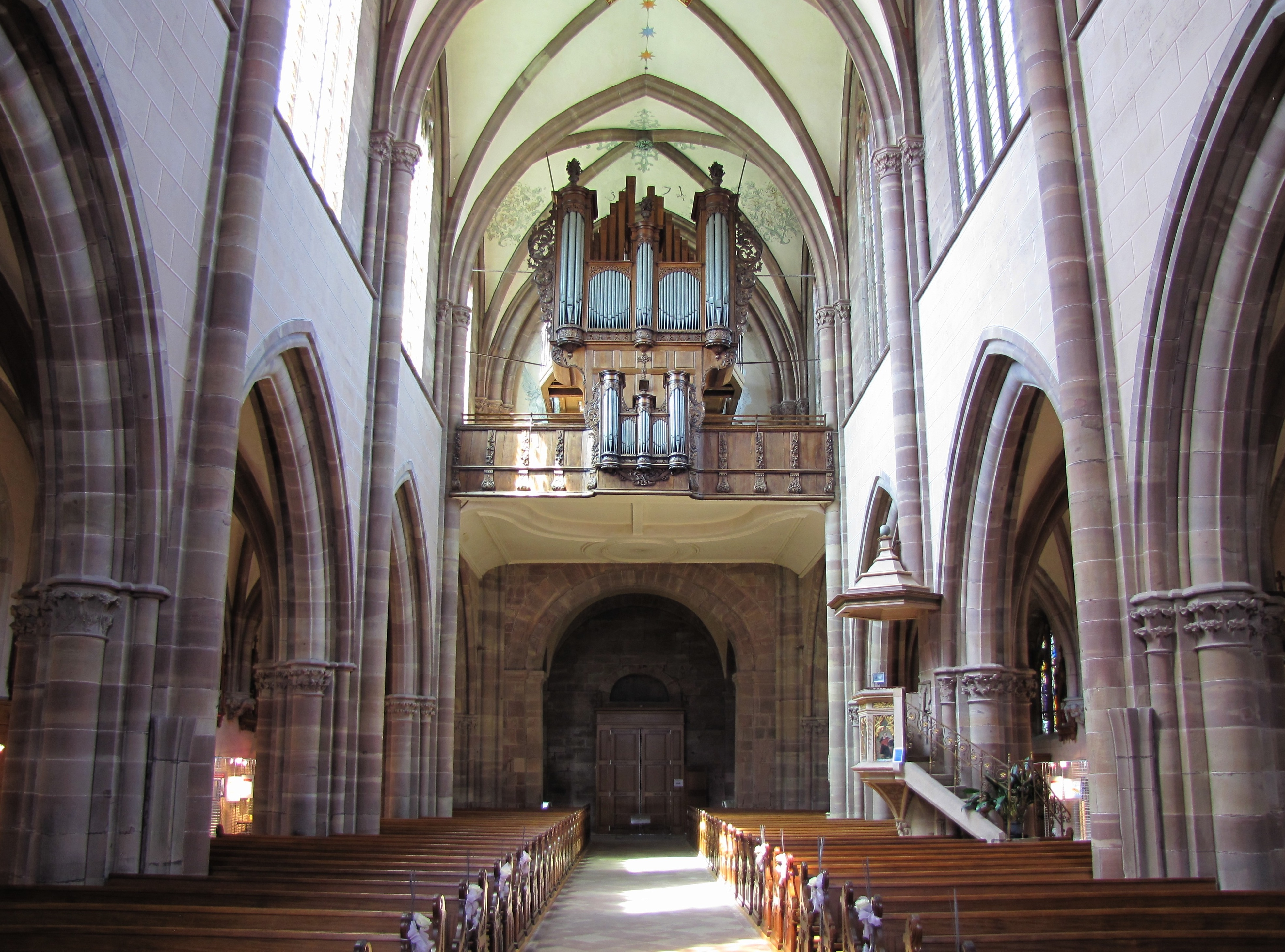
Vue intérieure vers la tribune d'orgue.
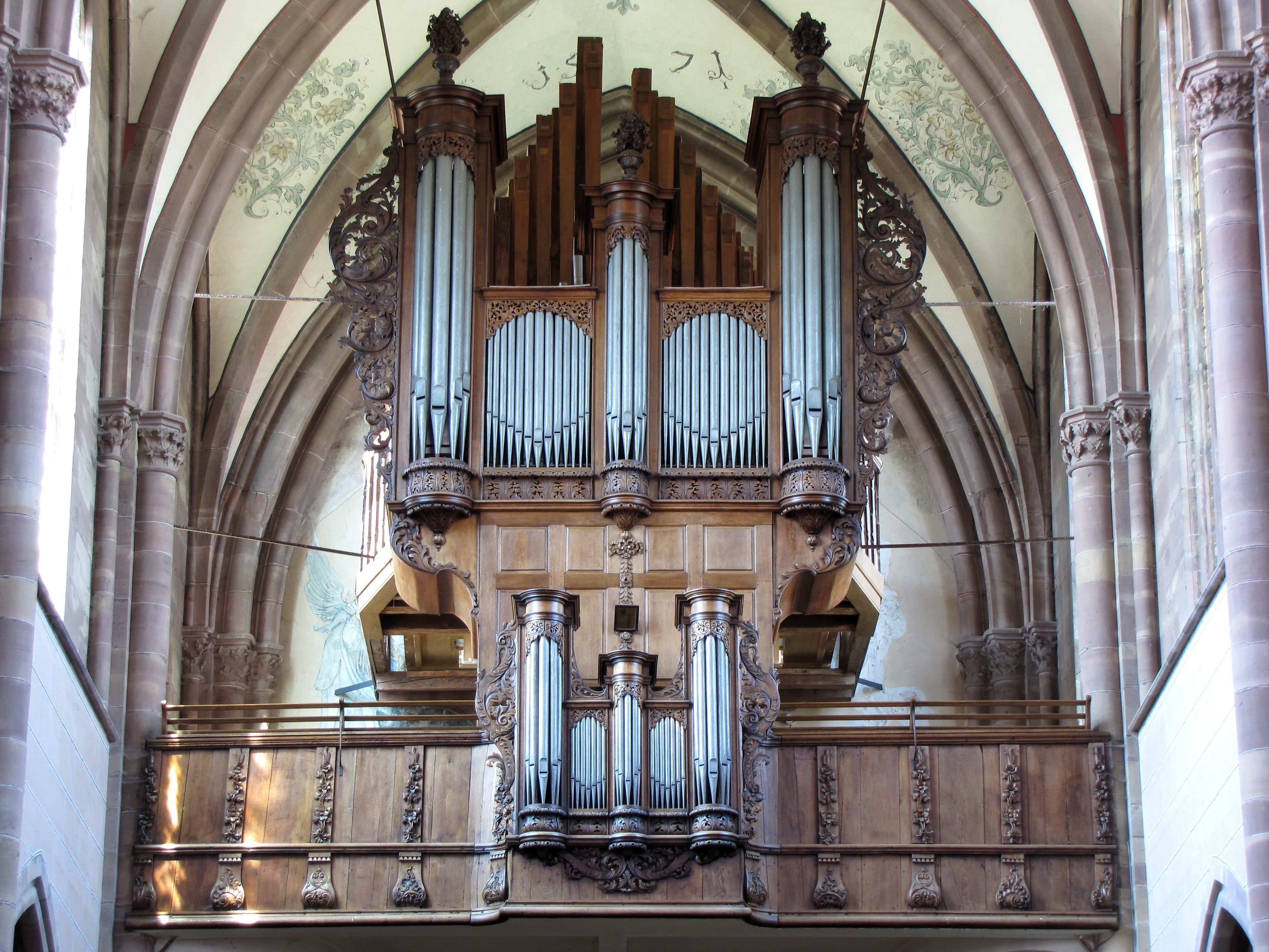
Orgue André Silbermann (1709).
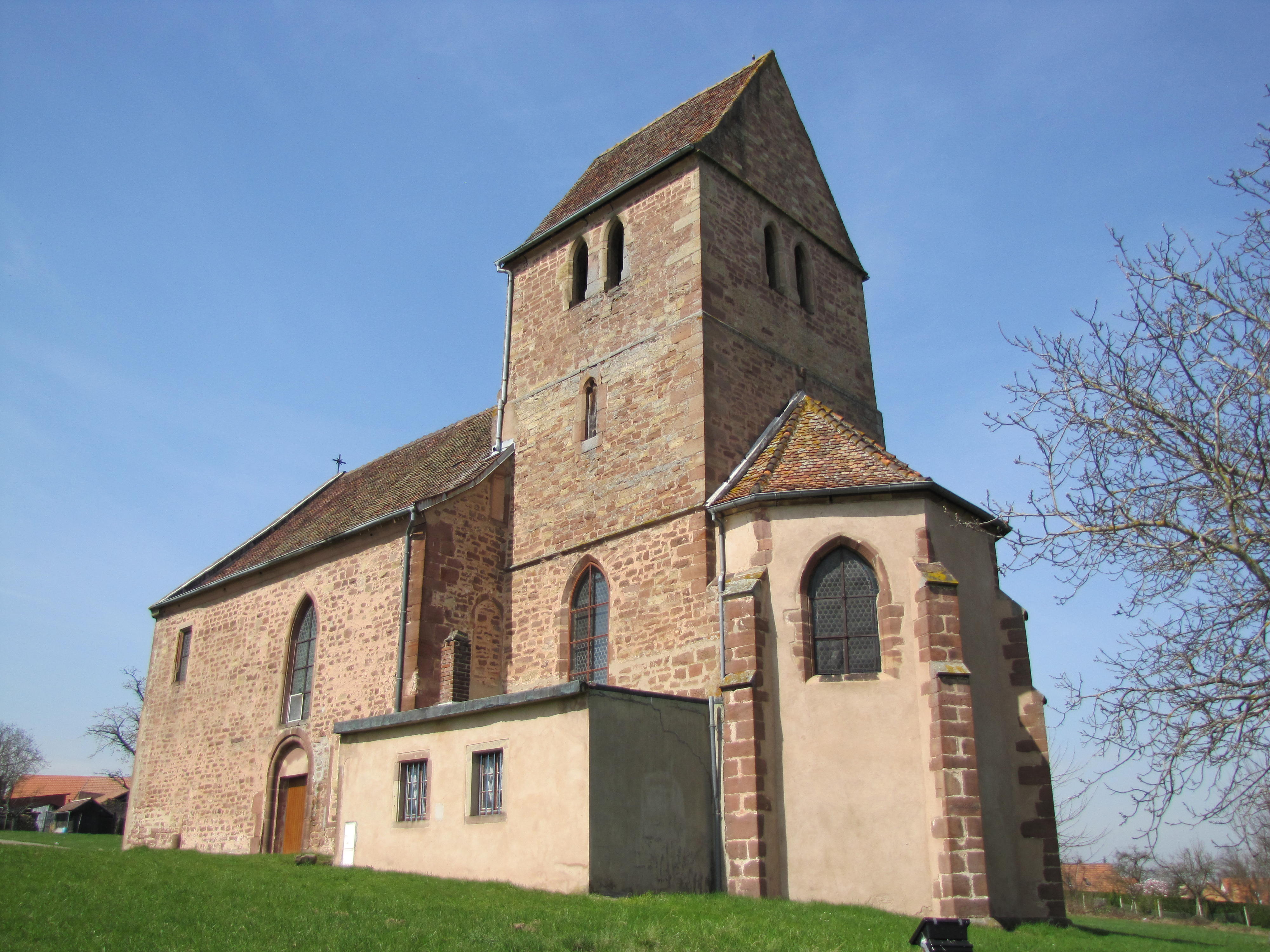
Église Saint-Blaise de Sindelsberg.
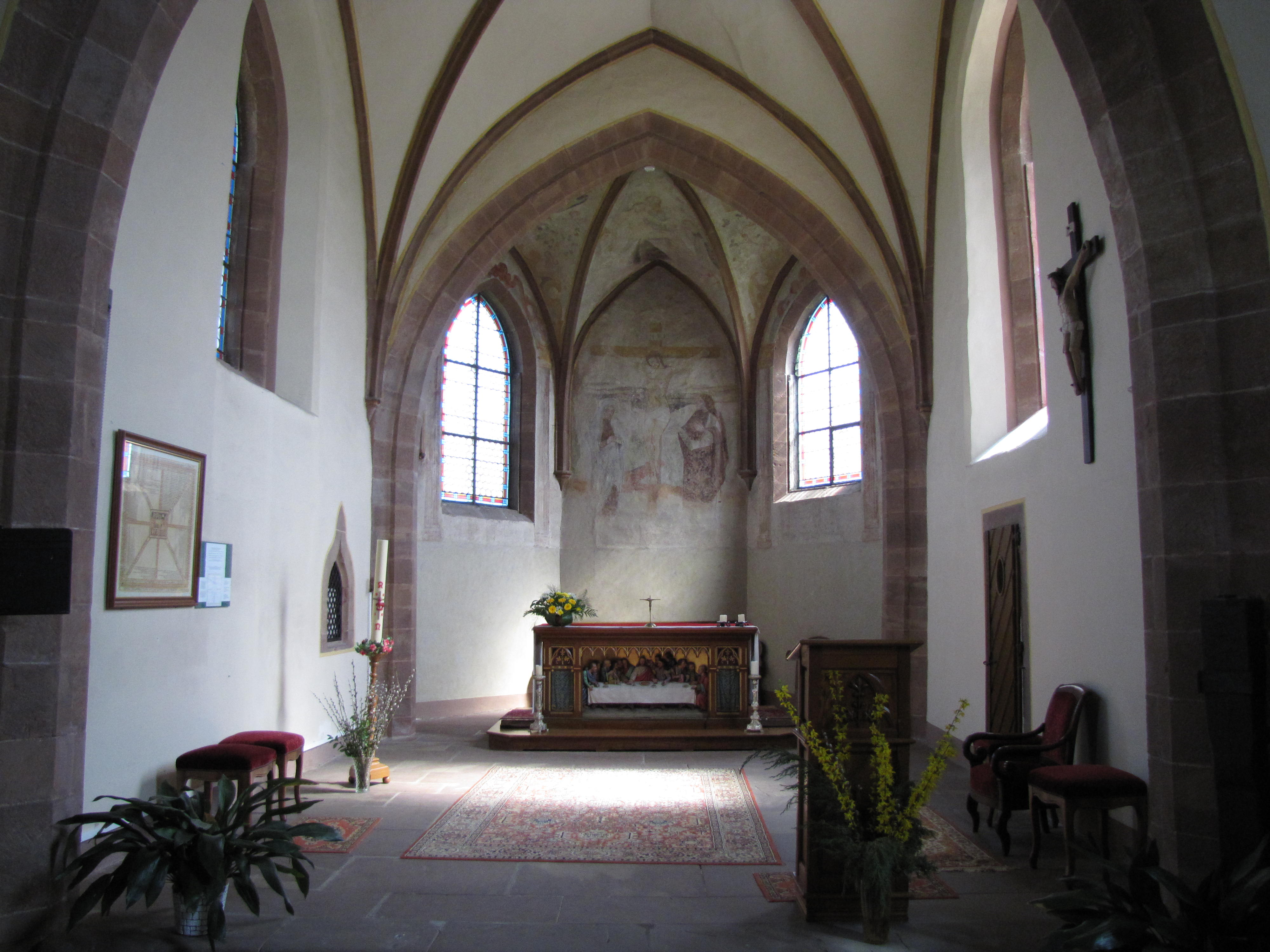
Intérieur de l'église Saint-Blaise de Sindelsberg.
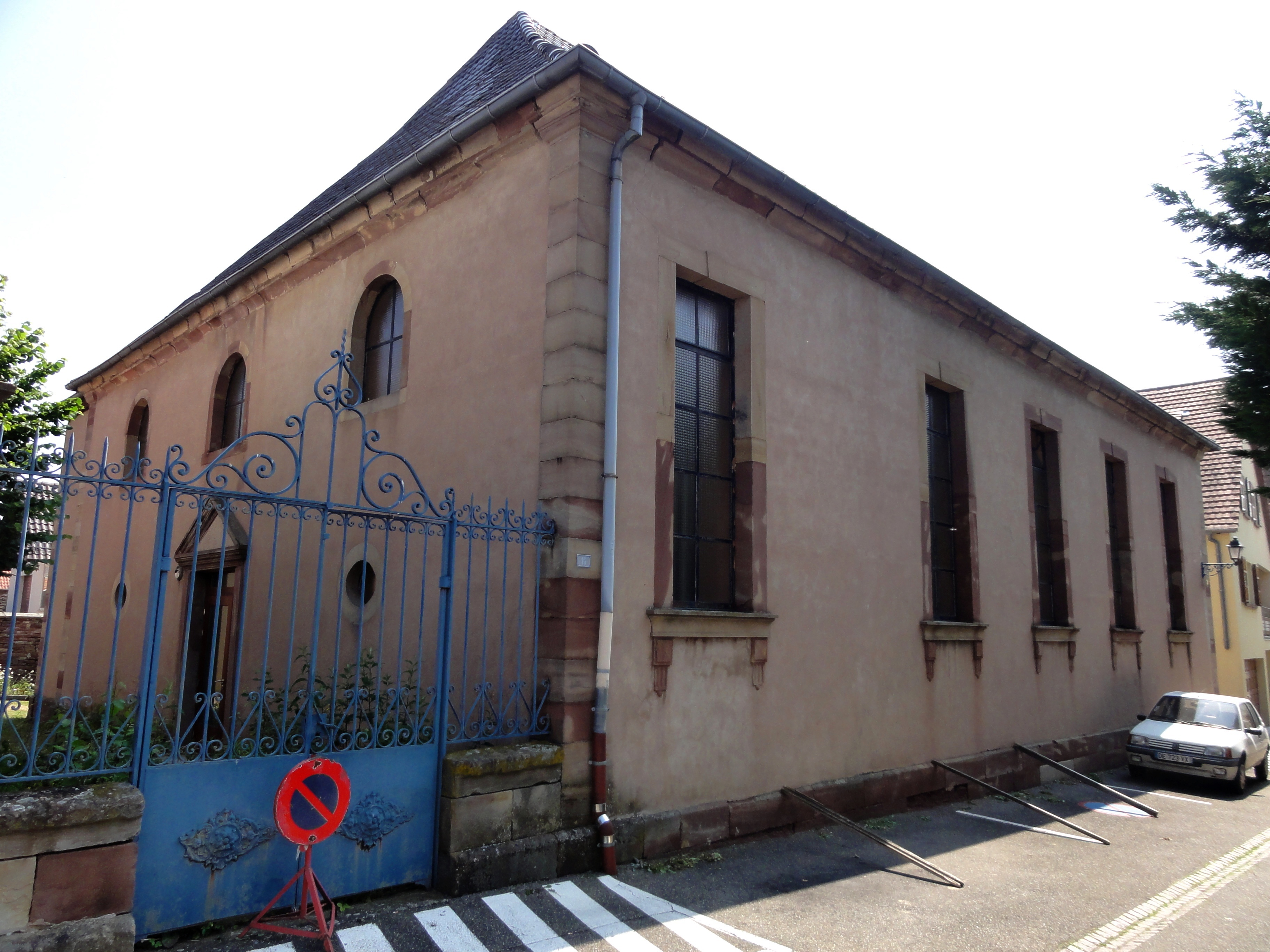
Ancienne synagogue (1821), 11 rue du Plan.
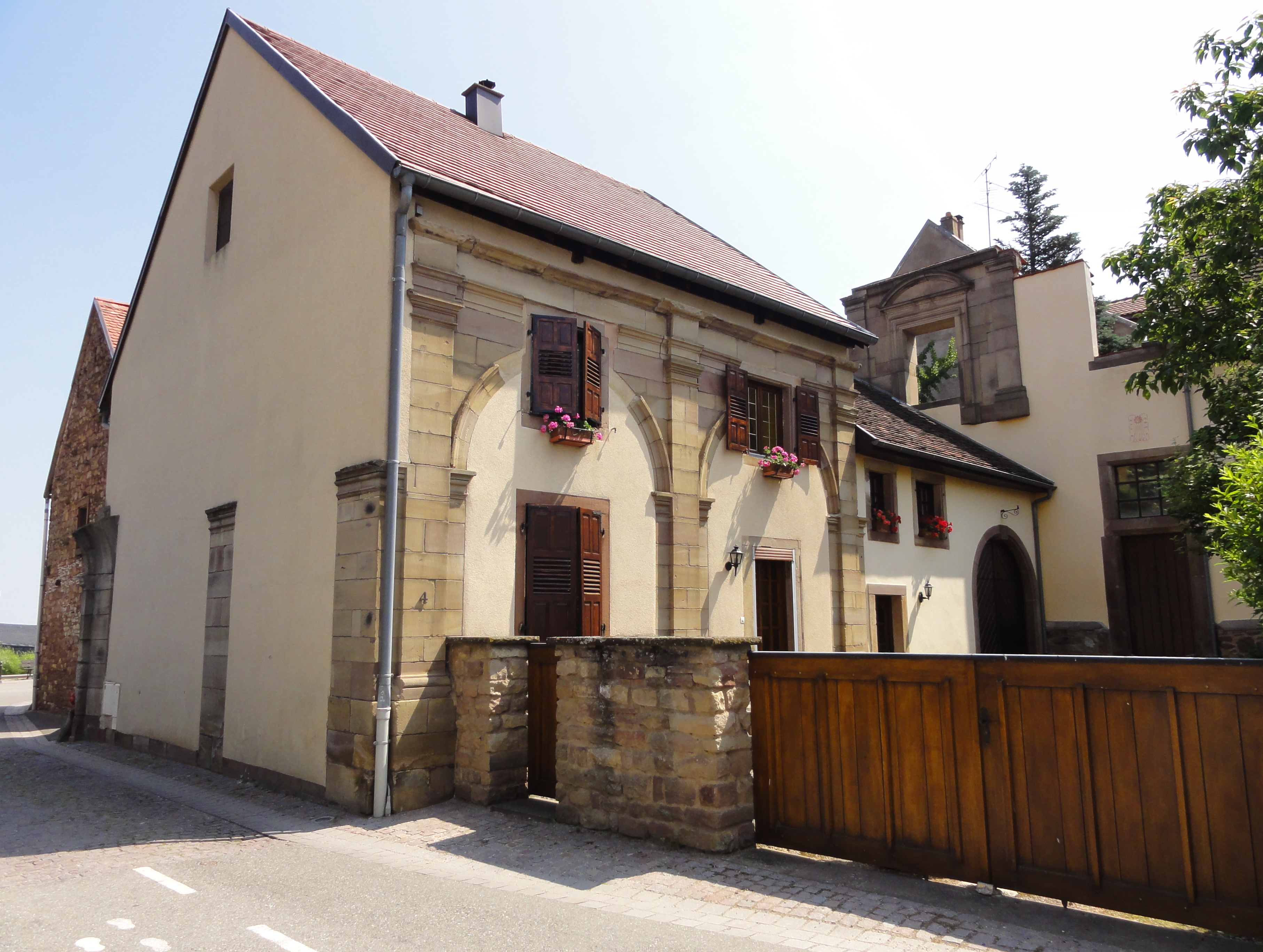
Maison éléments anciens bâtiments conventuels.
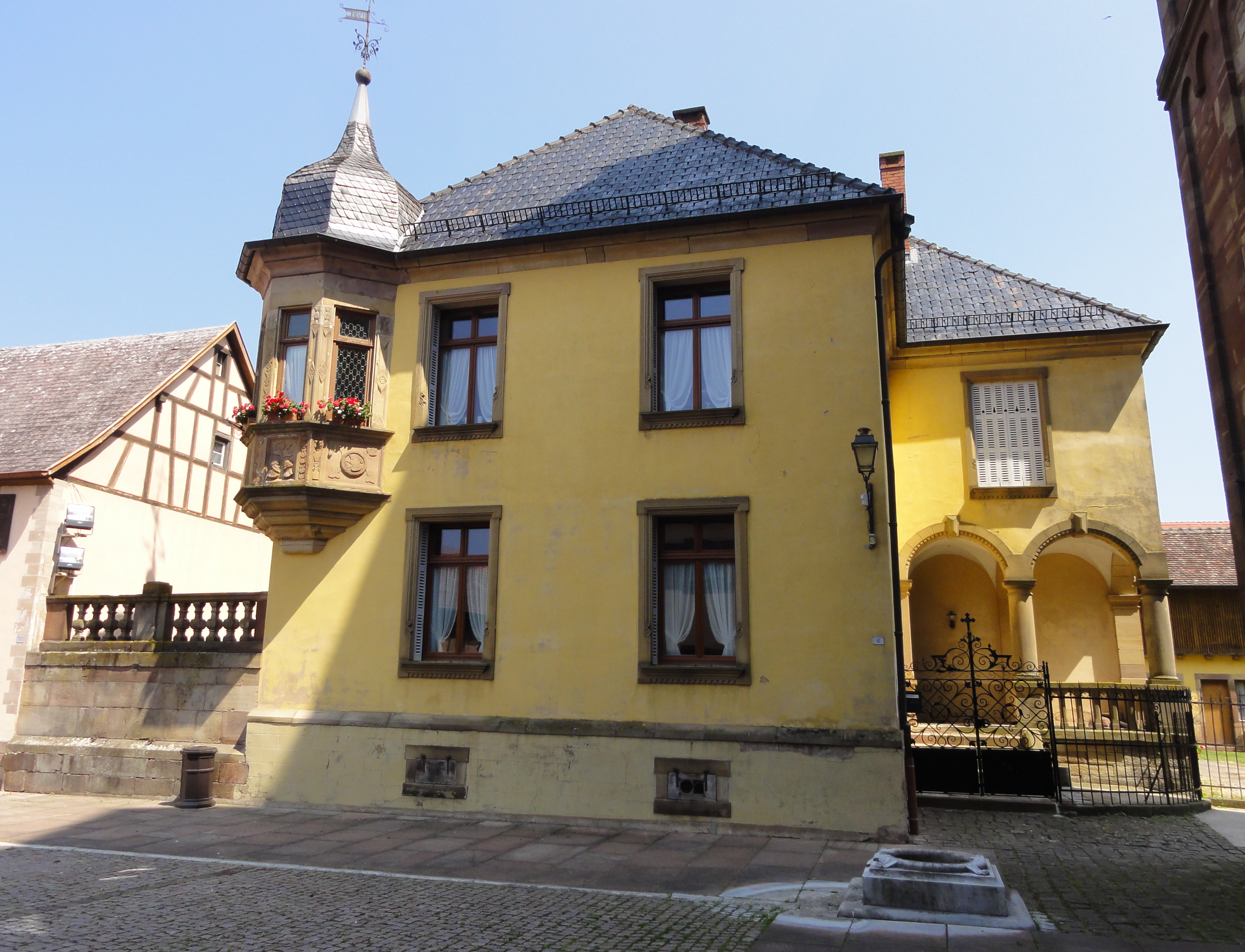
Presbytère (1895).
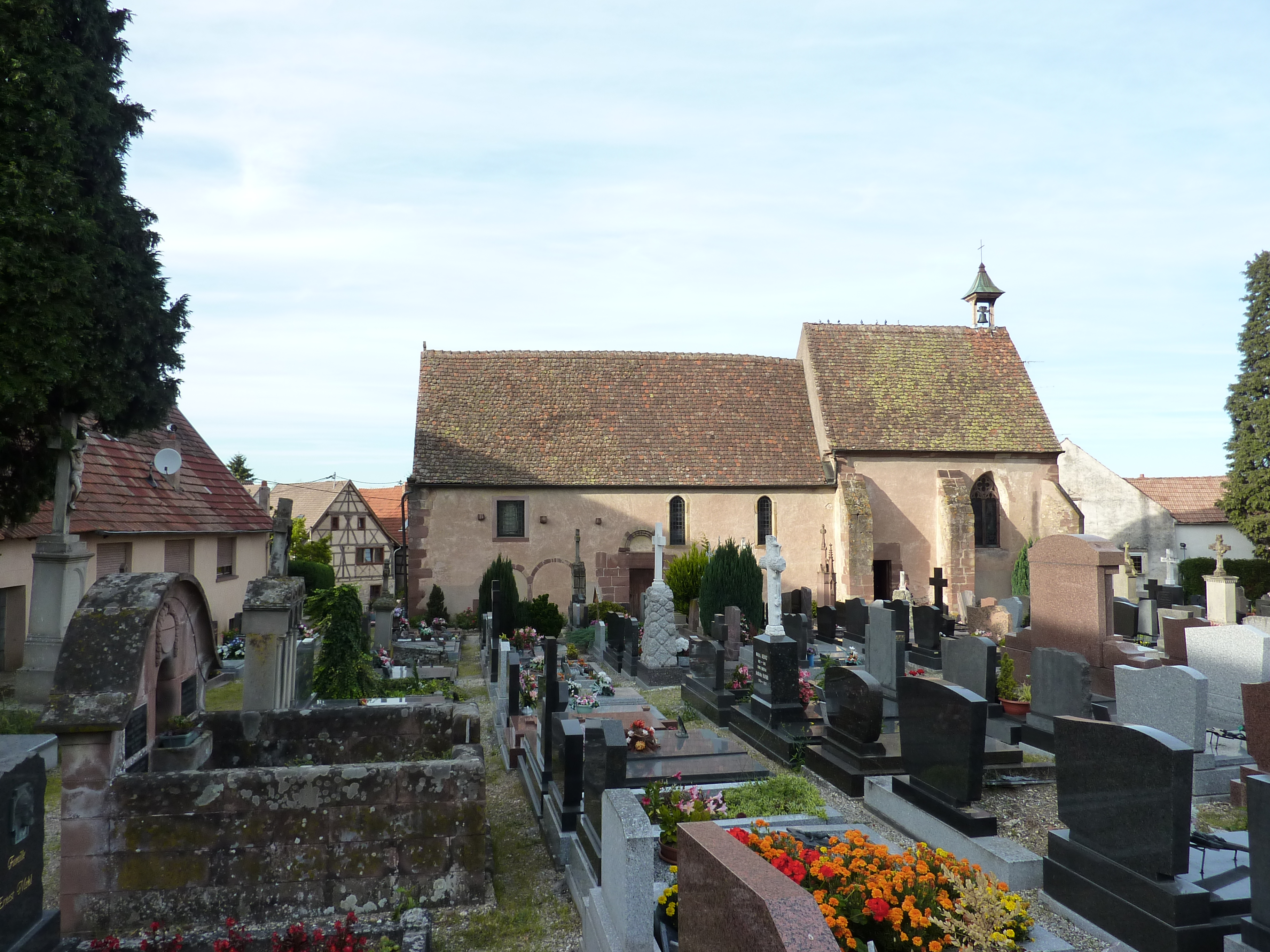
Cimetière et chapelle Saint-Denis.
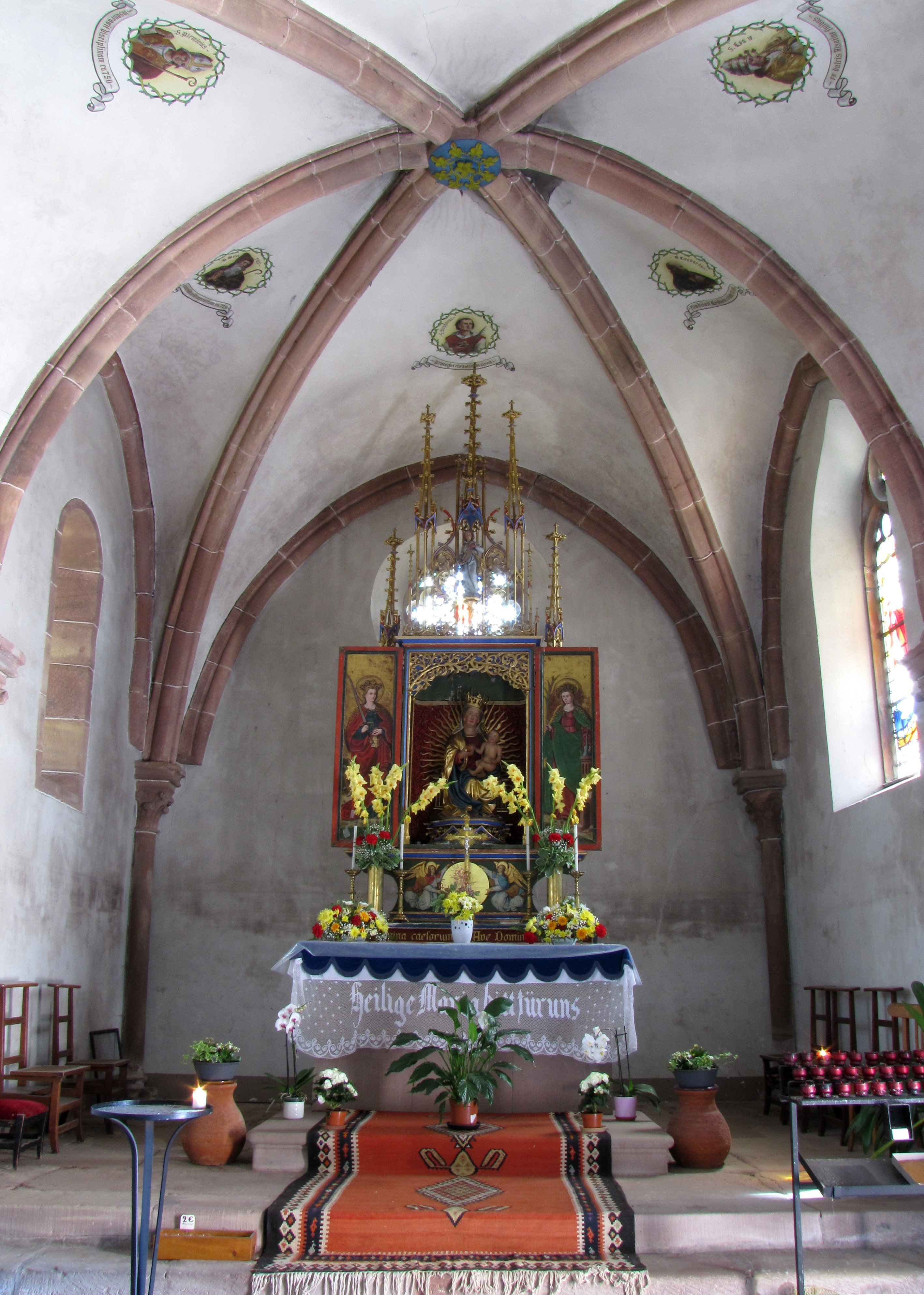
Intérieur de la chapelle Saint-Denis.

- Église Saint-Blaise de Sindelsberg[46], église du couvent de bénédictines Saint-Blaise, actuellement chapelle de pèlerinage[47].
- Cimetière et chapelle Saint-Denis[48],[49],[50],[51].

- Grotte de Lourdes[52].
- Ancienne synagogue[53].
  - Cimetière juif de Marmoutier[54],[55].
- Monument aux morts[56].

### Autres patrimoines
- Ancien Hôtel de Wangen[57]
- Musée du patrimoine et du judaïsme alsacien[58],[59],[60].
- Centre européen de l'orgue - flûtes du monde[61],[62].
- La cour colongère Ackerhof[63].
- Banc-reposoir de Marmoutier[64].
- Les fontaines et lavoirs :
  - Fontaine D[65].
  - Le lavoir municipal ou Fischiesel[66].
  - La fontaine à obélisque de la place du Général-de-Gaulle[67].
  - La fontaine de la source Saint-Céleste-et-Saint-Auteur[68].
- Moulin[69].
- Cormiers : au moins 37 cormiers anciens sont disséminés sur le territoire de la commune, ce qui est exceptionnel.

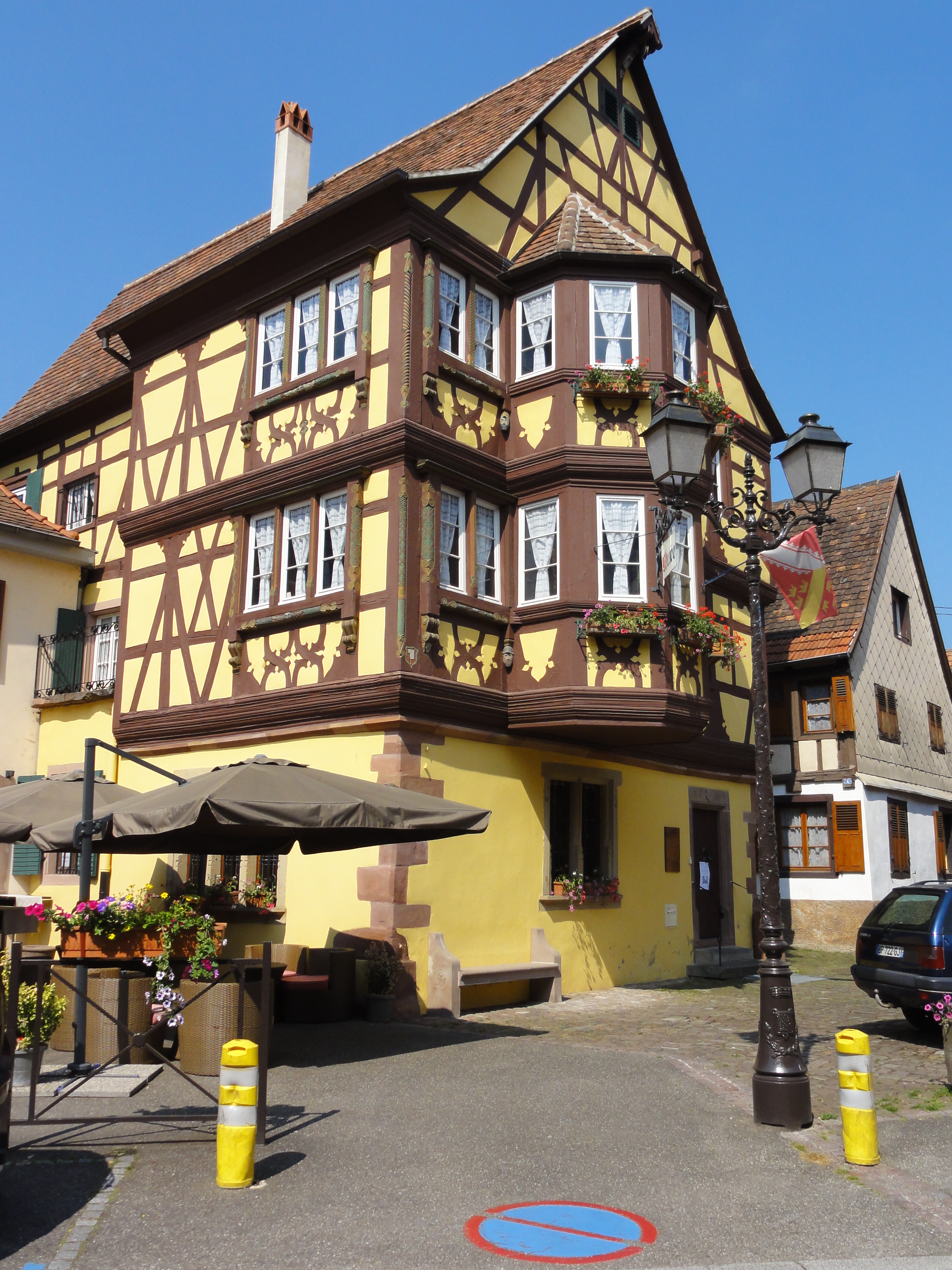
Maison de boucher, actuellement musée (1590).
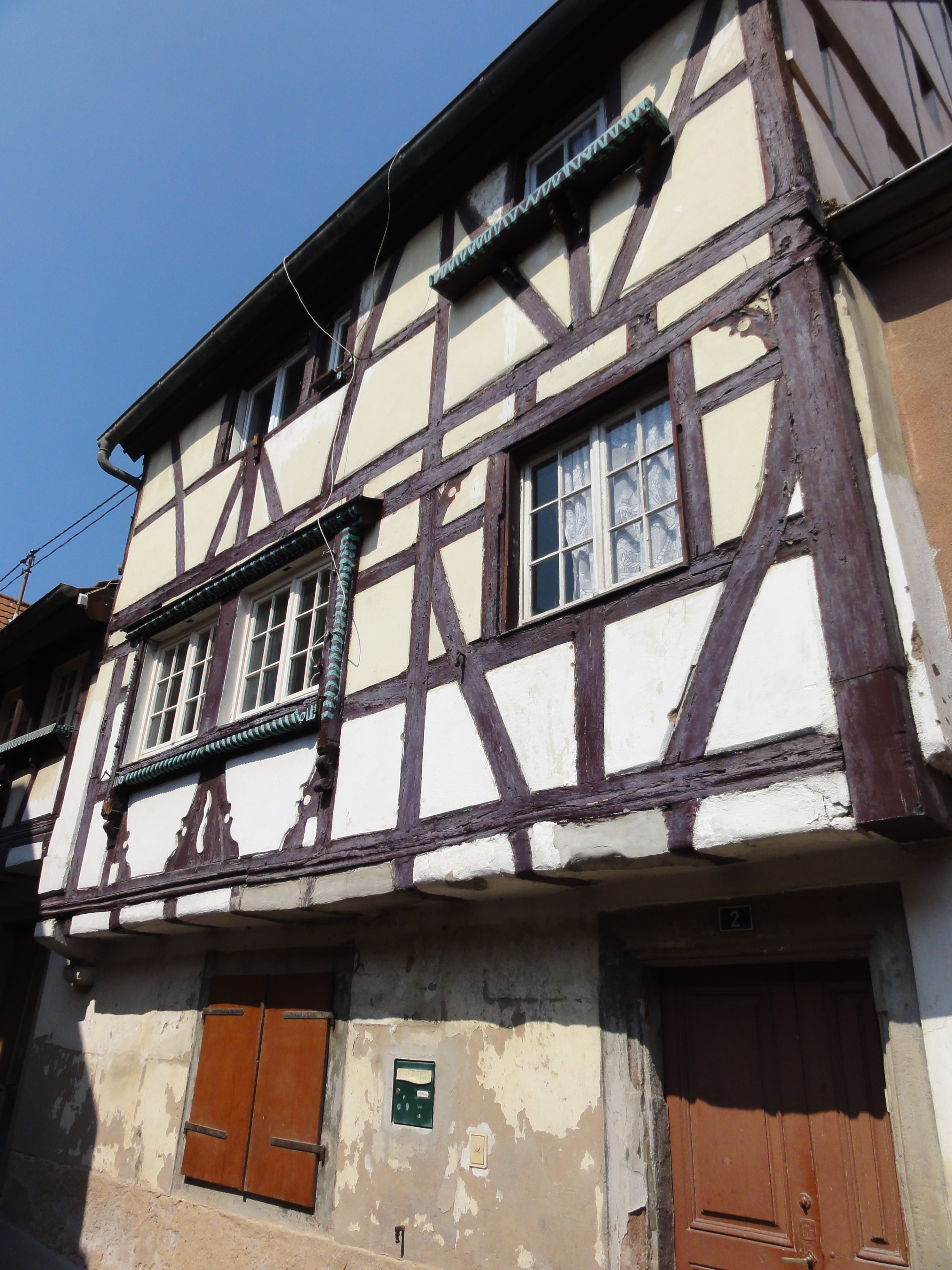
Maison (XVIe).
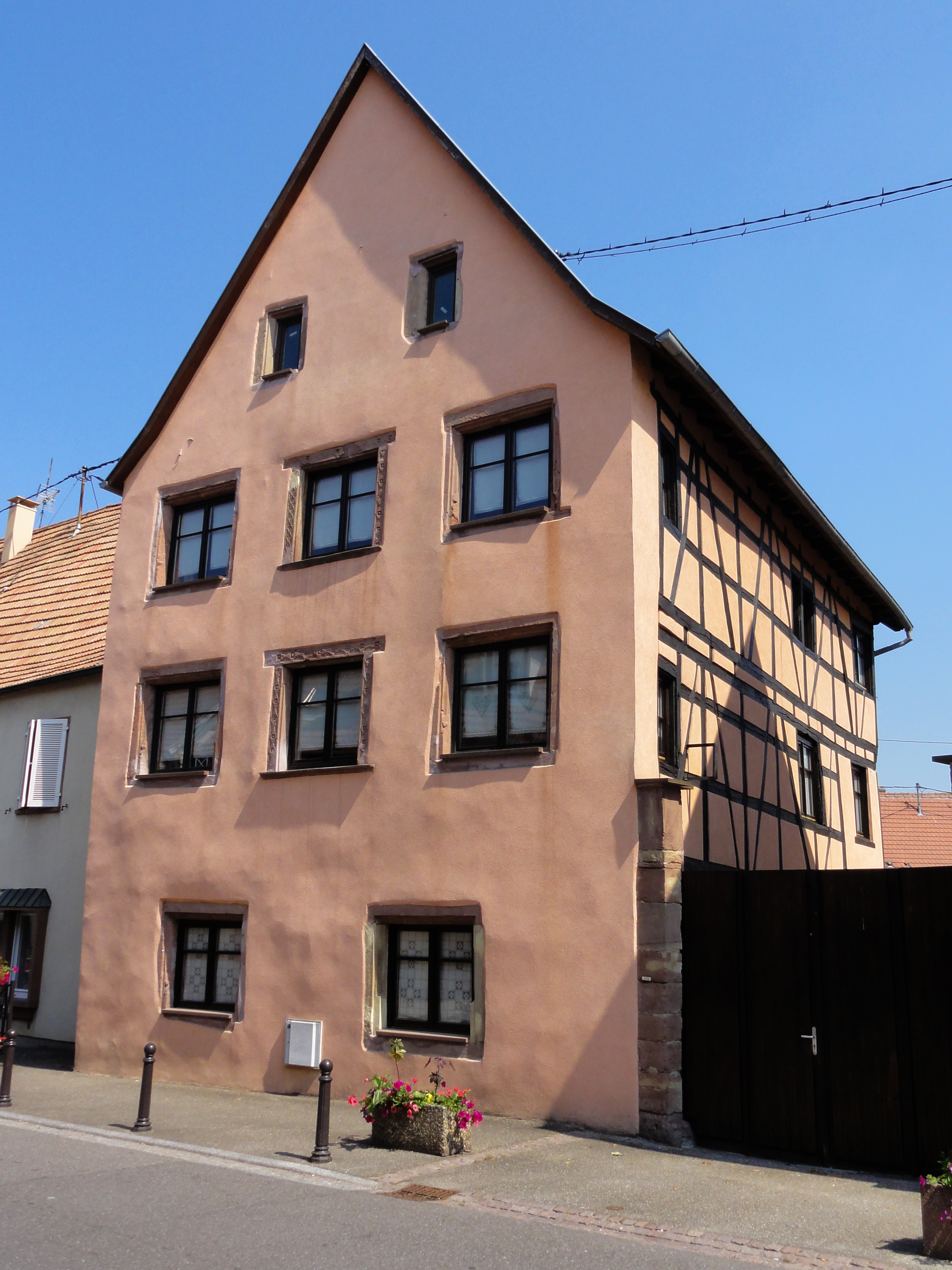
Maison (XVIe-XVIIe).
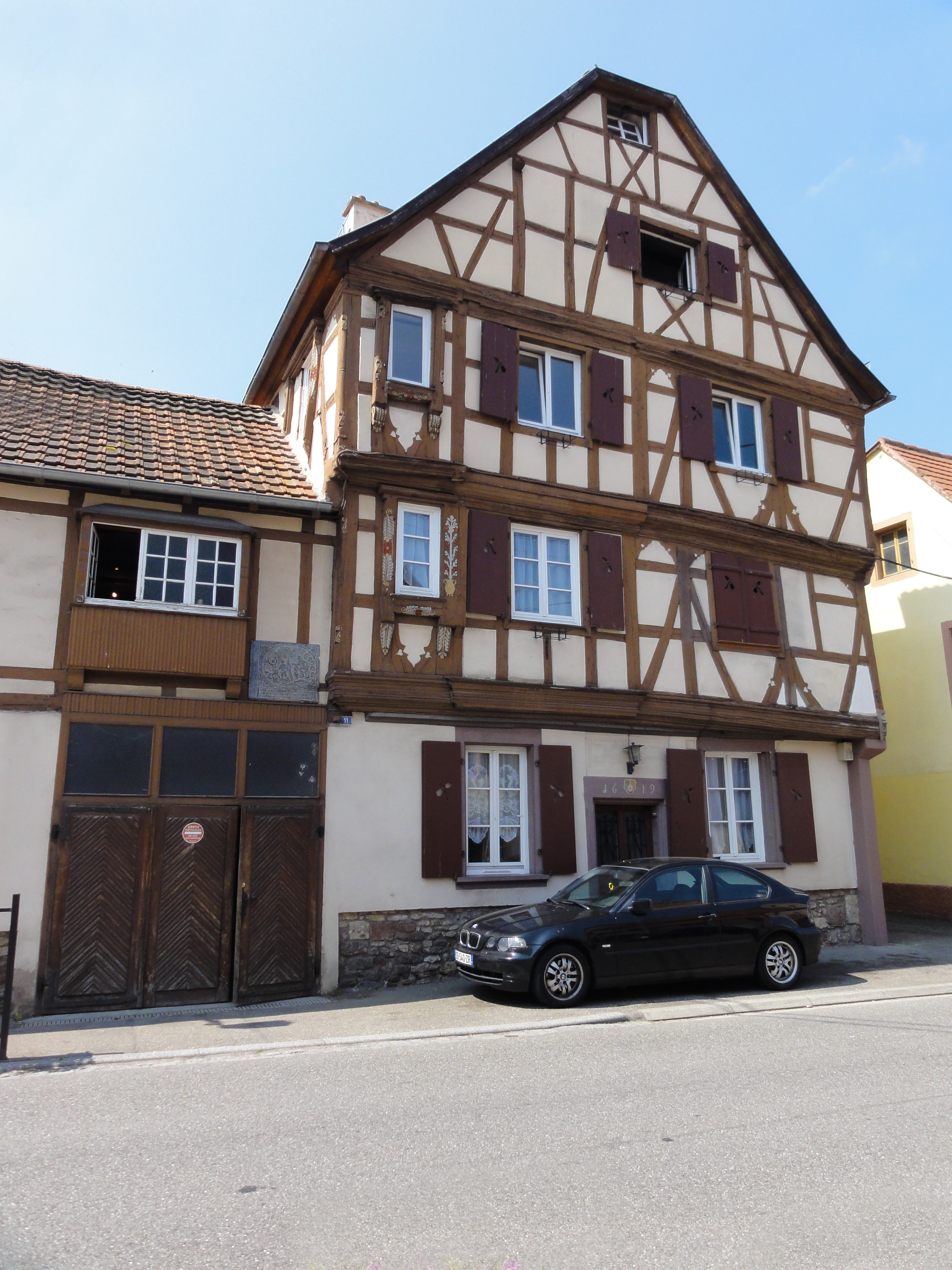
Maison de charron (1619).
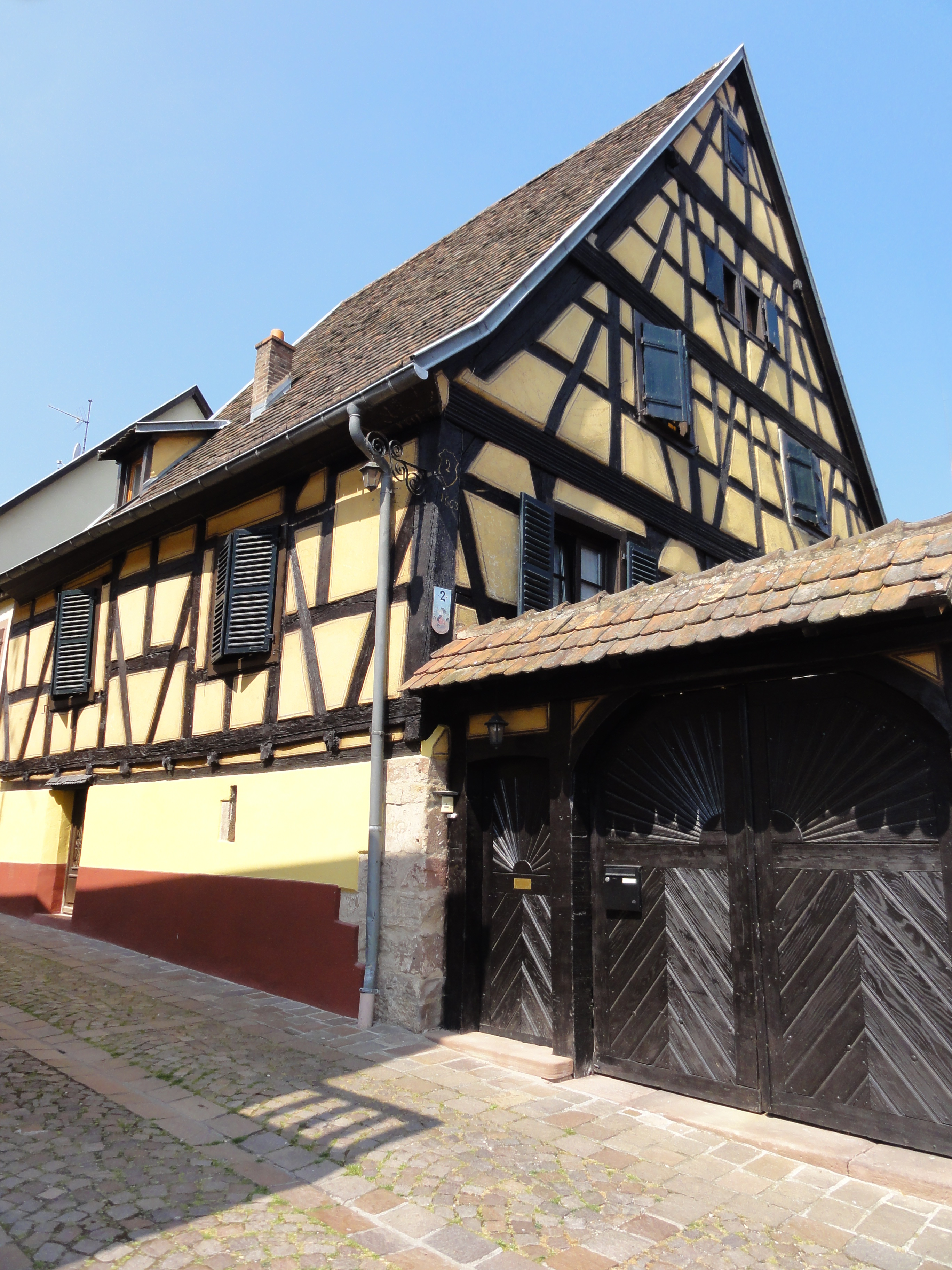
Maison (1663).
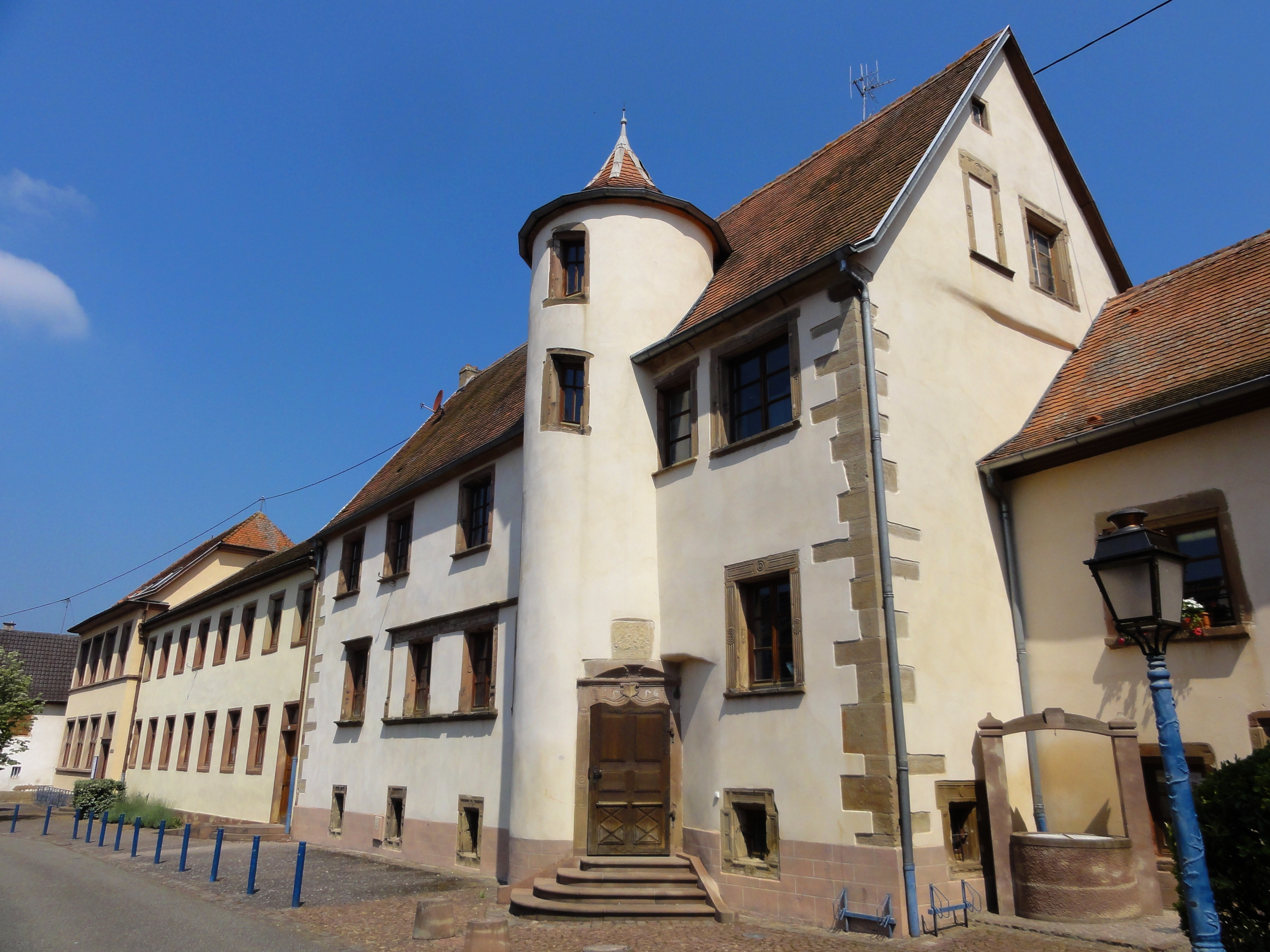
Ancien hôtel de Wangen (XVIe).
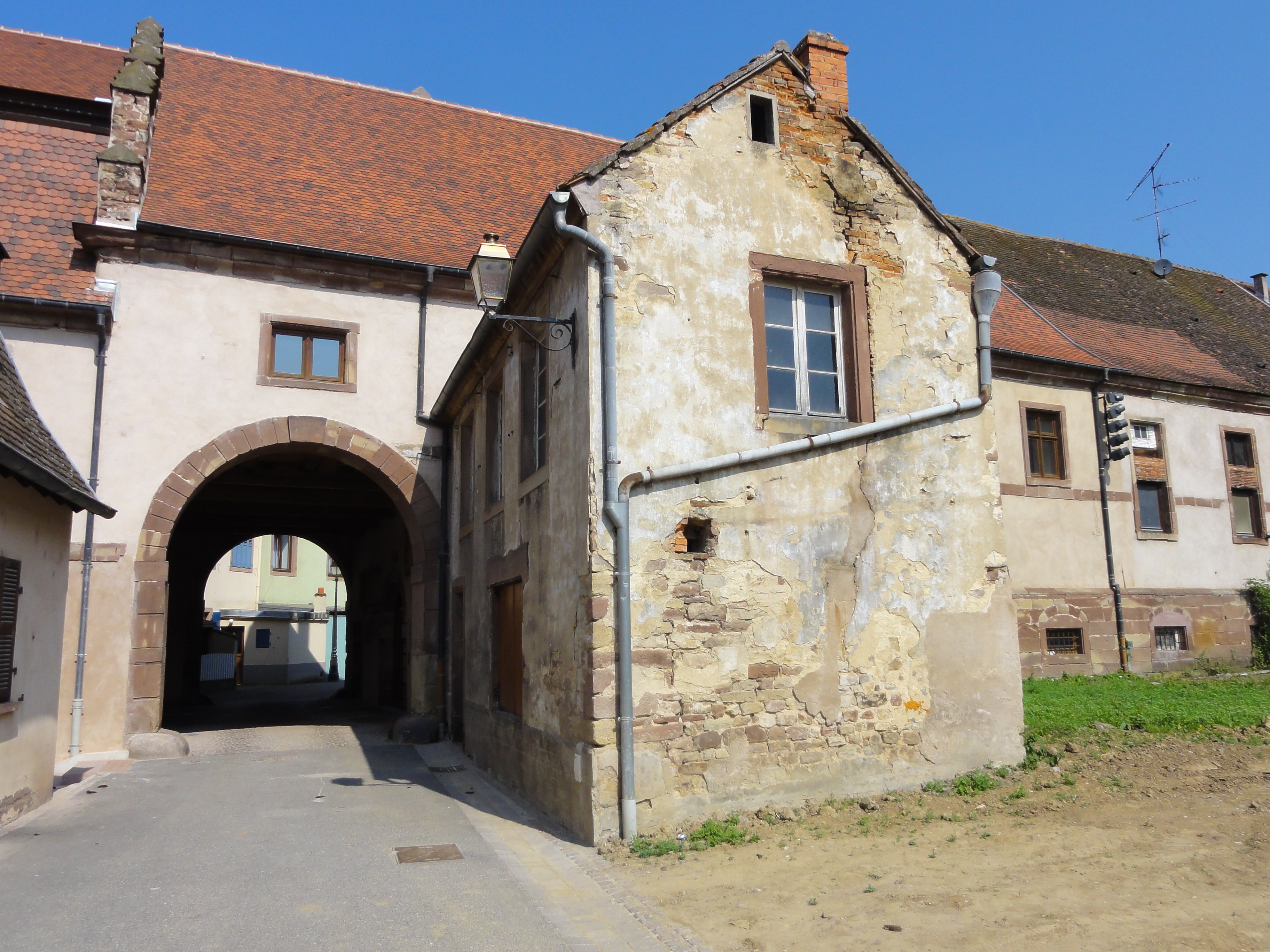
Bâtiment conventuel, aujourd'hui Centre européen de l'orgue.
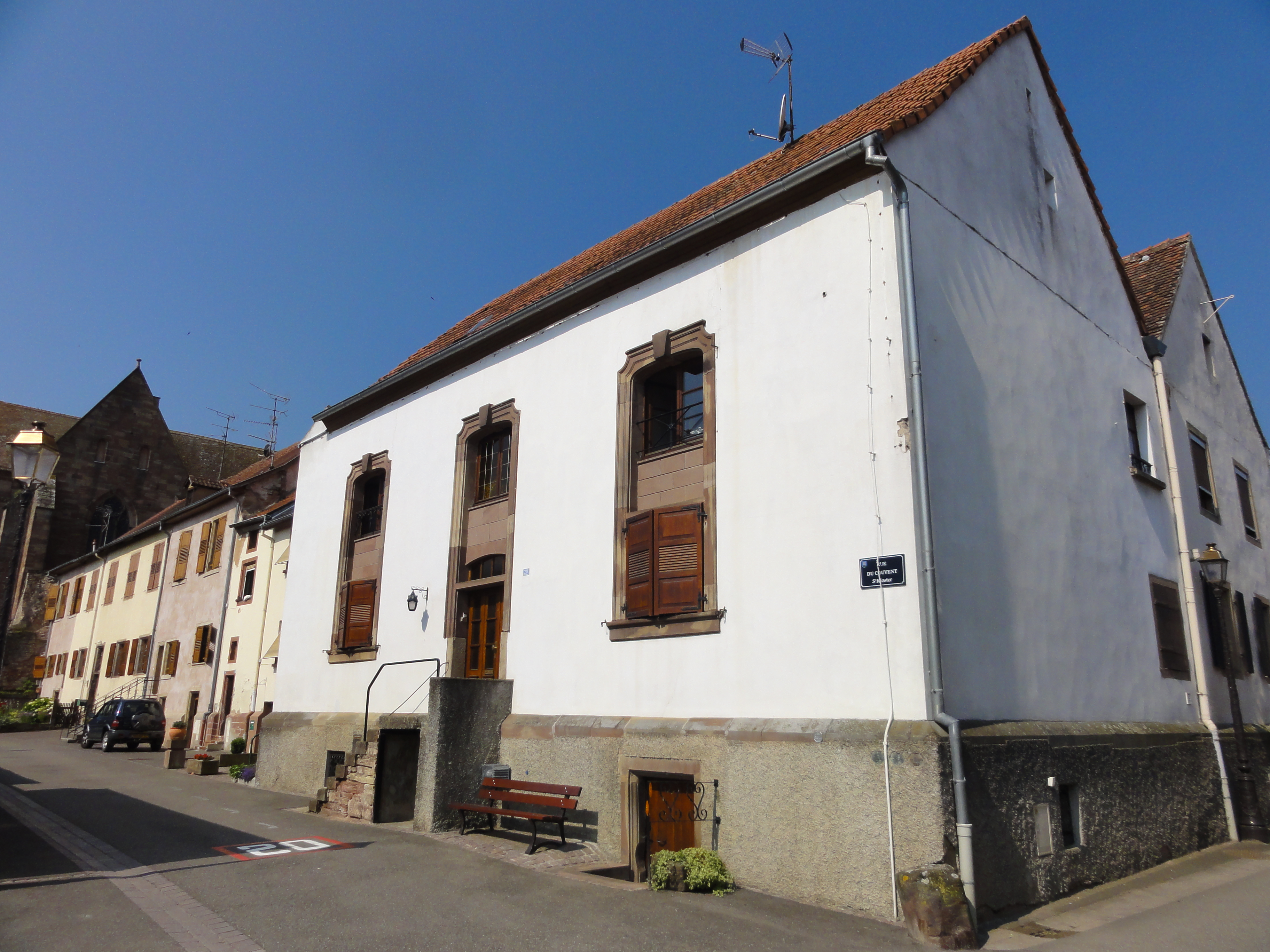
Ancienne bibliothèque conventuelle (XVIIIe), actuellement maison.
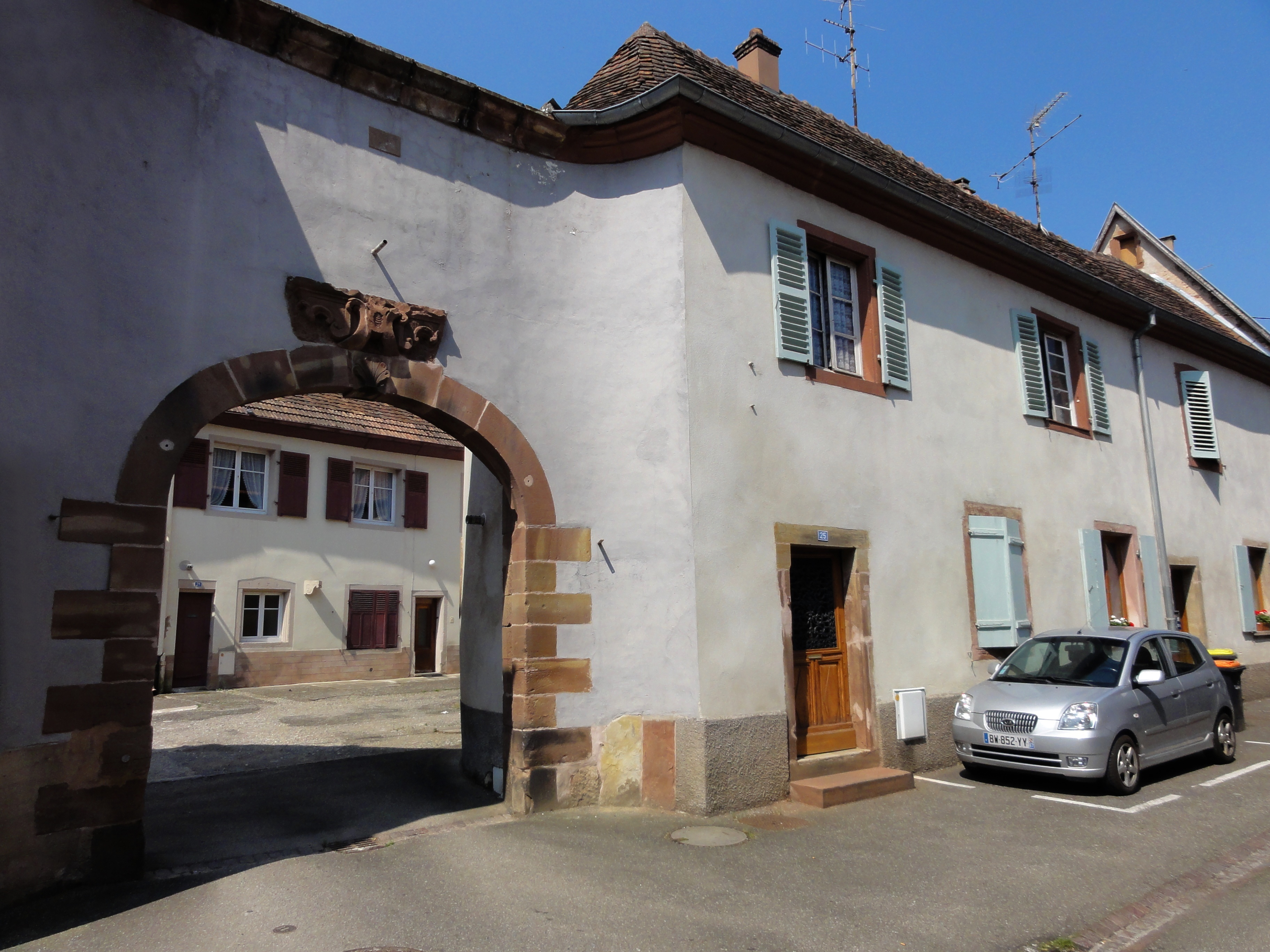
Maison de Fresney.
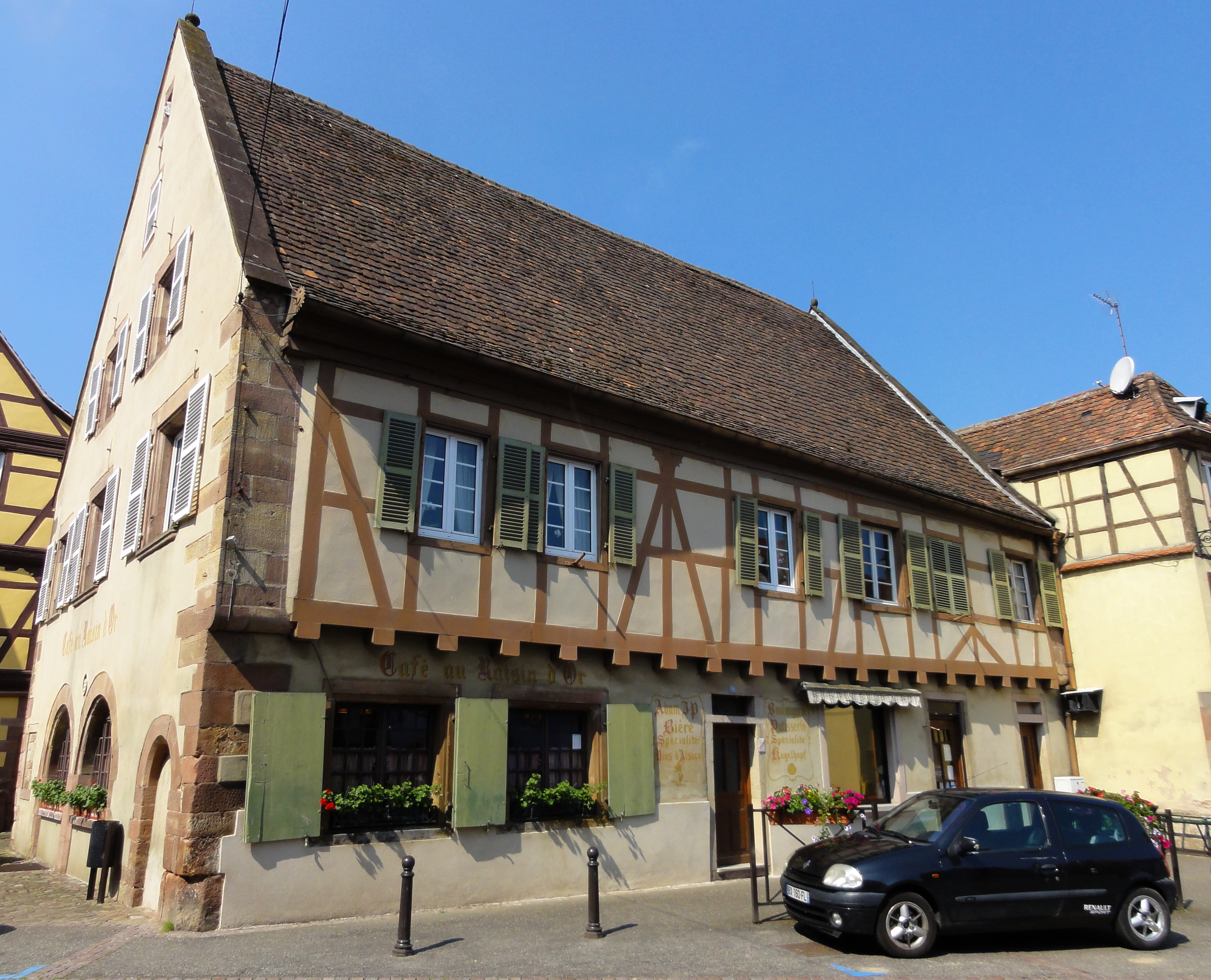
Maison (XVIe-XVIIe).
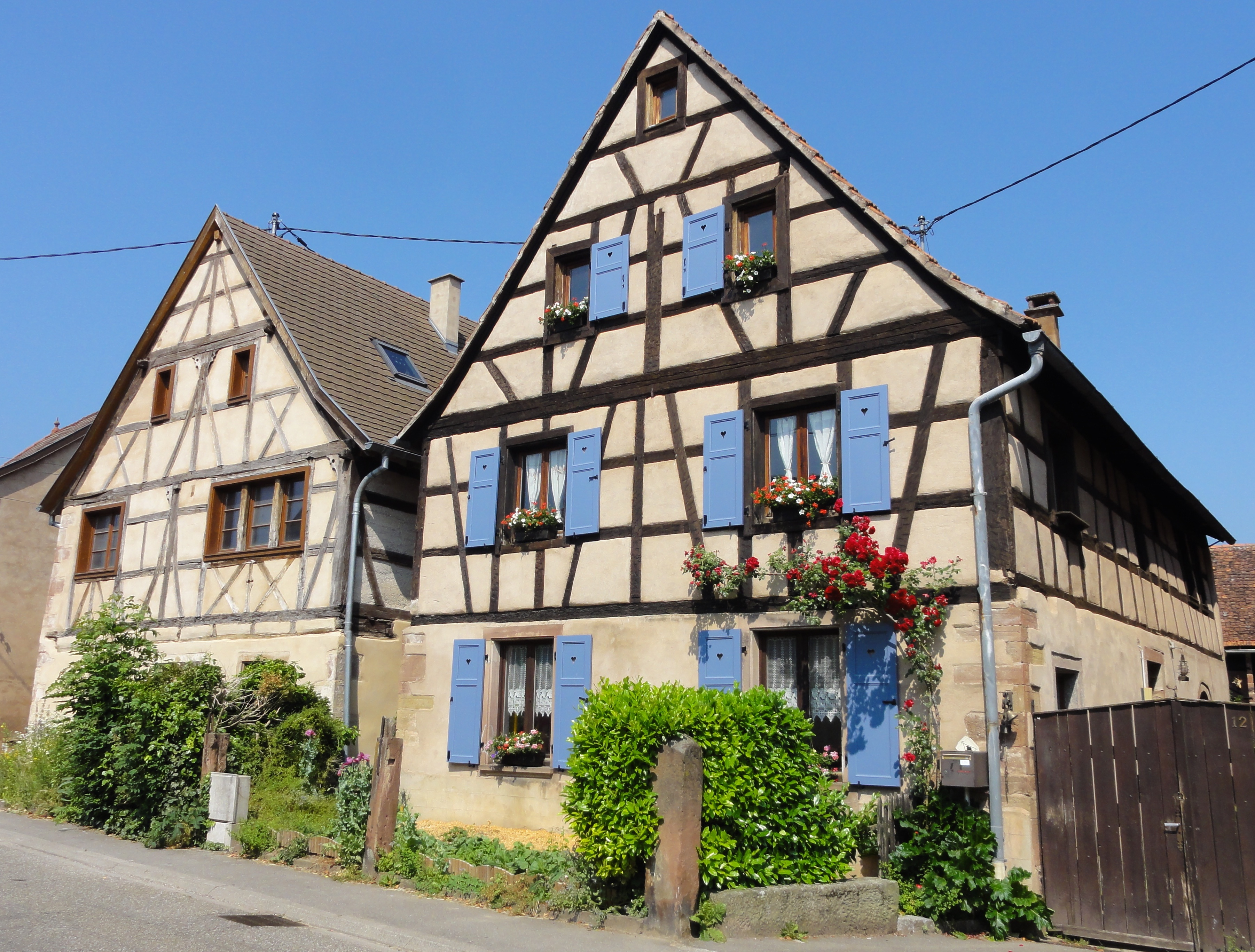
Maisons (XVIe-XVIIe et XVIIIe).
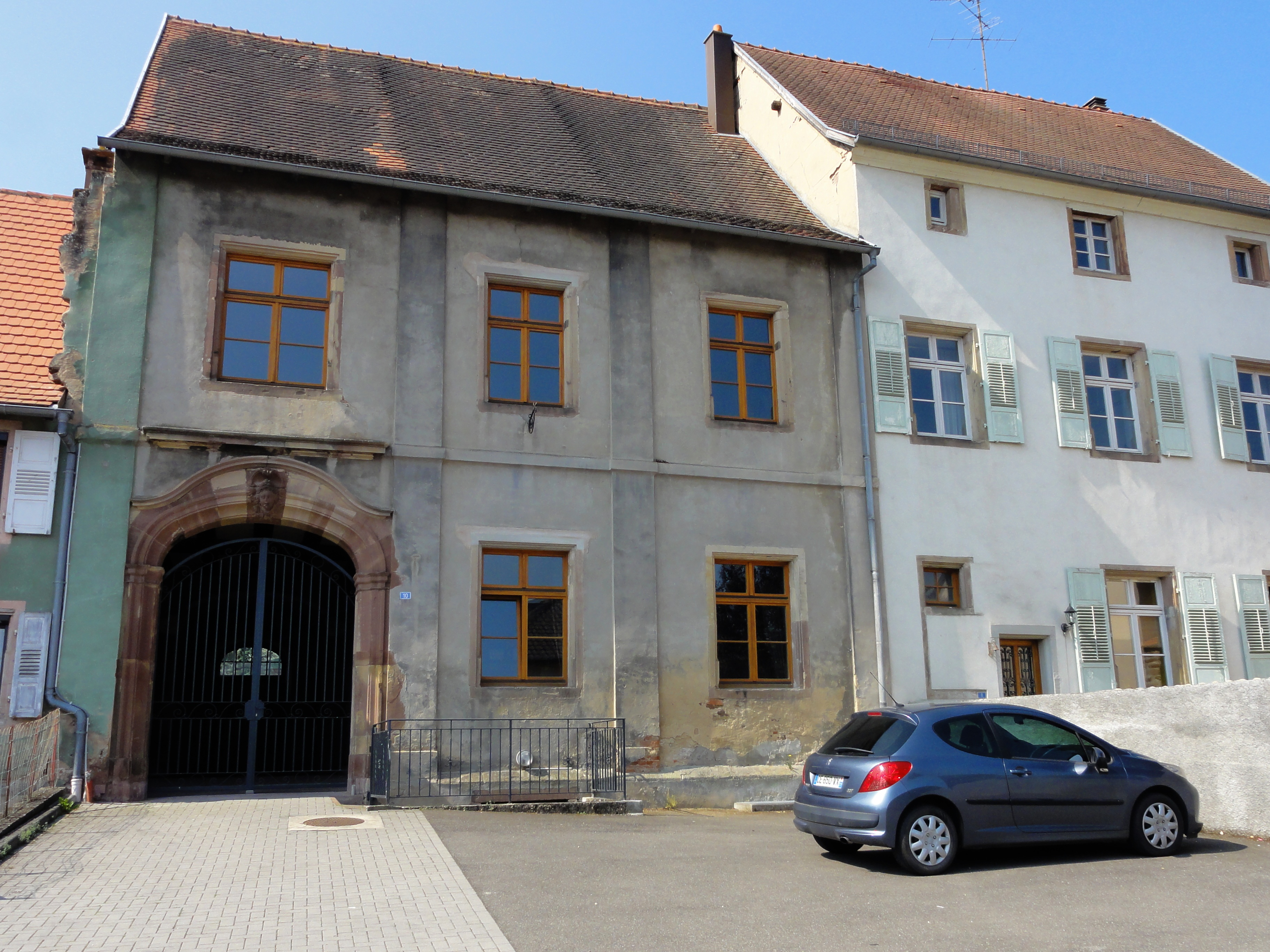
Maison (XVIIIe).

### Événementiels
- Son Messti : chaque premier dimanche de septembre[70].

### Personnalités liées à la commune
- Le sergent Ignace Hoff (1836-1902), héros du siège de Paris ;
- Alphonse Lévy (1843-1918), peintre et sculpteur, illustrateur de la vie juive ;
- Albert Kahn (1860-1940), banquier et mécène français ;
- Isaac Lévy (1835-1912), grand-rabbin français ;
- Joseph Paul Schneider (1940-1998), poète ;
- Marcel Thomann (1924-2020), maître de conférences à la faculté de droit de Strasbourg[71].
- Hercule Heimann (1830-1901), instituteur qui enseigna pendant 48 ans, à l'école juive de Marmoutier[72].

### Héraldique
| Blason de Marmoutier (Bas-Rhin) | Blason  | D'azur au portail d'église romane de trois portes d'argent, ouvert, ajouré et maçonné de sable, posé sur une terrasse de sinople. |
| Blason de Marmoutier (Bas-Rhin) | Détails | |